# ベオグラード
ベオグラード（セルビア語: Београд / Beograd、 発音、ハンガリー語:Belgrád ベルグラード / Nándorfehérvár ナーンドルフェヘールヴァール）は、セルビア共和国の首都であり、最大都市である。
市名はセルビア語で「白い町」の意味である。バルカン半島、パンノニア平原の中にあり、ドナウ川とサヴァ川の合流地点に広がっている。2007年の公式の推計による人口は175万6534人である。かつてはユーゴスラビア社会主義連邦共和国の首都であり、旧ユーゴスラビア地域で最大の都市だった。また、ドナウ川沿いでは2番目に大きく、バルカン半島ではイスタンブール、アテネ、ブカレストに次いで4番目に大きい。
ヨーロッパ最古の都市の一つであり、考古学的な調査では同地における人の居住は紀元前6千年紀にまで遡る。ベオグラード広域都市圏の域内はヴィンチャ文化と呼ばれる、ヨーロッパ最大の前史文明の発祥の地である。町はギリシャ人に発見され、ケルト人によって築かれて命名された。ローマ帝国によって都市権を与えられた。600年代に白セルビア人による定住が始まる。戦略的拠点として、町は古代より現代までの間に140回にわたって戦いの場となった。中世には、東ローマ帝国、フランク人、第一次ブルガリア帝国、ハンガリー王国、そしてセルビア人の諸領主の支配地となった。1521年、オスマン帝国に征服され、オスマン領ヨーロッパの重要拠点として、スメデレヴォ県（スメデレヴォ・サンジャク）の中心都市となった。ベオグラードはオスマン帝国とハプスブルク君主国に交互に支配され、セルビアの首都としての地位を回復するのは1841年のことである。しかし、ベオグラード北部はその後も1918年のオーストリア＝ハンガリー帝国崩壊までオーストリアの統治下に置かれ続けた。その後統一されたベオグラードは、2006年にセルビアが独立するまでの間、ユーゴスラビア王国、ユーゴスラビア社会主義連邦共和国、ユーゴスラビア連邦共和国、セルビア・モンテネグロの首都だった。
ベオグラードはセルビアの中で、自治権のある独自の市政府を持つ、独立した地位を持っている。17の区に分かれ、それぞれの区は独自の区議会を持つ。セルビアの面積の3.6%を占め、セルビアの人口の24%が居住する。セルビアの経済活動の中心であり、セルビアの文化、教育、学術の中心である。

## 地理

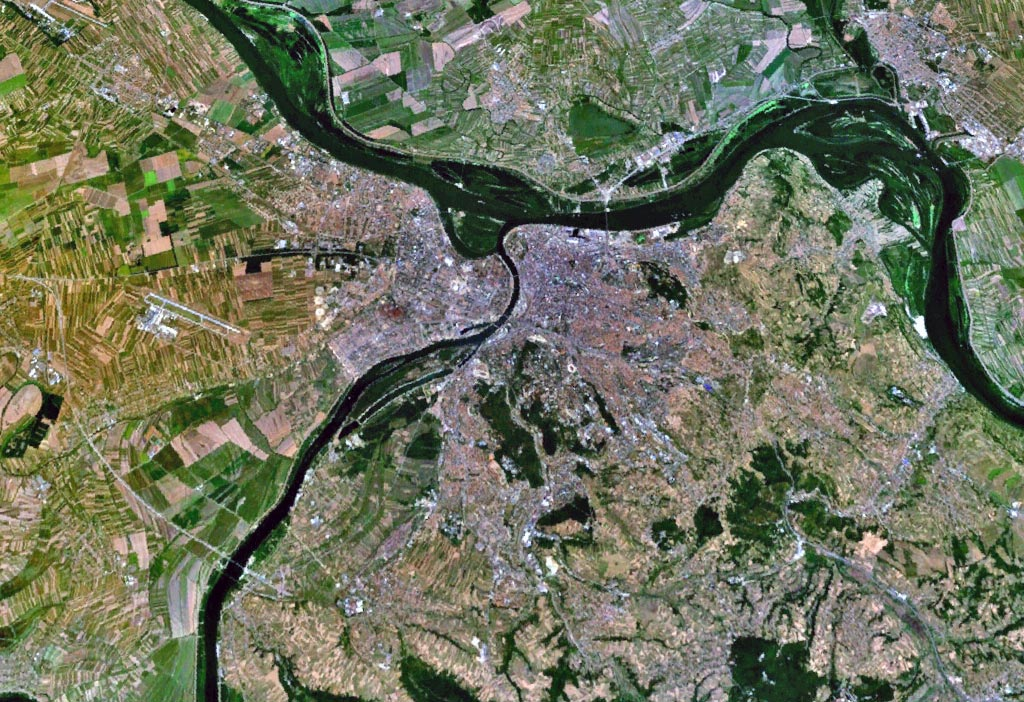
ベオグラードの衛星写真

ベオグラードは標高116.75m、ドナウ川とサヴァ川の合流地点、東経20°27'44"、北緯44°49'14" にある。合流点にはベリコ・ラトノ島という中州がある。ベオグラードの歴史的な中核は、両河川の右岸に位置しており、今日のカレメグダン地区に当たる。19世紀以降、町は南および東に拡大し、第二次世界大戦以降にサヴァ川の左岸にノヴィ・ベオグラードが建設され、ゼムンはベオグラードに統合された。ドナウ川の対岸にある小規模な、主として住宅地であったクルニャチャやオヴチャ等もまたベオグラードに統合された。市域の面積は360km2、都市圏の面積は3223km2に達する。歴史を通じ、ベオグラードは西洋と東洋を繋ぐ主要な交易路の上にあった。
サヴァ川右岸にあるベオグラード中心部は丘陵地帯であり、またベオグラード域内で標高が最も高い地点はトルラク丘で標高303mである。街の南にはアヴァラ山（標高511m）、コスマイ山（標高628m）がある。サヴァ川およびドナウ川に沿った一帯では地形は平坦であり、沖積平野やローム台地を形成している。

## 気候
ケッペンの気候区分によると、ベオグラードの気候は温暖湿潤気候（Cfa）と大陸性気候（Dfa）である。年間平均気温は摂氏11.7度であり、最も暑い7月の平均気温は23度に達する。平均的に、年間31日は気温が30度を越え、95日は25度を越える。ベオグラードの年間降水量は700mmである。平均的な年間の日照時間は2096時間である。最も晴れる月は7月と8月であり、10月は平均的である。12月と1月は日照が最も少なく、平均すると一日あたりの日照時間は2-2,3時間程度である。ベオグラードにおける公式な記録史上最も高い気温は43.1度であり、最も低い気温は1893年1月10日の-26.2度である。
北緯44度に位置するにもかかわらず、北大西洋海流の影響により、冬季の気温が高い。低緯度である北緯35度から北緯40度に位置する飛騨地方や長野県、東北地方よりも冬季の日平均気温と平均最低気温が高く、降雪量も少ない。
| ベオグラード (1981–2010)の気候                       | ベオグラード (1981–2010)の気候 | ベオグラード (1981–2010)の気候 | ベオグラード (1981–2010)の気候 | ベオグラード (1981–2010)の気候 | ベオグラード (1981–2010)の気候 | ベオグラード (1981–2010)の気候 | ベオグラード (1981–2010)の気候 | ベオグラード (1981–2010)の気候 | ベオグラード (1981–2010)の気候 | ベオグラード (1981–2010)の気候 | ベオグラード (1981–2010)の気候 | ベオグラード (1981–2010)の気候 | ベオグラード (1981–2010)の気候 |
| 月                                                   | 1月                            | 2月                            | 3月                            | 4月                            | 5月                            | 6月                            | 7月                            | 8月                            | 9月                            | 10月                           | 11月                           | 12月                           | 年                             |
| ---------------------------------------------------- | ------------------------------ | ------------------------------ | ------------------------------ | ------------------------------ | ------------------------------ | ------------------------------ | ------------------------------ | ------------------------------ | ------------------------------ | ------------------------------ | ------------------------------ | ------------------------------ | ------------------------------ |
| 最高気温記録 °C （°F）                               | 20.7 (69.3)                    | 23.9 (75)                      | 28.8 (83.8)                    | 32.2 (90)                      | 34.9 (94.8)                    | 37.4 (99.3)                    | 43.6 (110.5)                   | 40.0 (104)                     | 37.5 (99.5)                    | 30.7 (87.3)                    | 28.4 (83.1)                    | 22.6 (72.7)                    | 43.6 (110.5)                   |
| 平均最高気温 °C （°F）                               | 4.6 (40.3)                     | 7.0 (44.6)                     | 12.4 (54.3)                    | 18.0 (64.4)                    | 23.5 (74.3)                    | 26.2 (79.2)                    | 28.6 (83.5)                    | 28.7 (83.7)                    | 23.9 (75)                      | 18.4 (65.1)                    | 11.2 (52.2)                    | 5.8 (42.4)                     | 17.4 (63.3)                    |
| 日平均気温 °C （°F）                                 | 1.4 (34.5)                     | 3.1 (37.6)                     | 7.6 (45.7)                     | 12.9 (55.2)                    | 18.1 (64.6)                    | 21.0 (69.8)                    | 23.0 (73.4)                    | 22.7 (72.9)                    | 18.0 (64.4)                    | 12.9 (55.2)                    | 7.1 (44.8)                     | 2.7 (36.9)                     | 12.5 (54.5)                    |
| 平均最低気温 °C （°F）                               | −1.1 (30)                      | −0.1 (31.8)                    | 3.7 (38.7)                     | 8.3 (46.9)                     | 13.0 (55.4)                    | 15.8 (60.4)                    | 17.5 (63.5)                    | 17.6 (63.7)                    | 13.5 (56.3)                    | 9.0 (48.2)                     | 4.2 (39.6)                     | 0.2 (32.4)                     | 8.5 (47.3)                     |
| 最低気温記録 °C （°F）                               | −26.2 (−15.2)                  | −15.4 (4.3)                    | −12.4 (9.7)                    | −3.4 (25.9)                    | 2.5 (36.5)                     | 6.5 (43.7)                     | 9.4 (48.9)                     | 6.7 (44.1)                     | 4.7 (40.5)                     | −4.5 (23.9)                    | −7.8 (18)                      | −13.4 (7.9)                    | −18.2 (−0.8)                   |
| 降水量 mm （inch）                                   | 46.9 (1.846)                   | 40.0 (1.575)                   | 49.3 (1.941)                   | 56.1 (2.209)                   | 58.0 (2.283)                   | 101.2 (3.984)                  | 63.0 (2.48)                    | 58.3 (2.295)                   | 55.3 (2.177)                   | 50.2 (1.976)                   | 55.1 (2.169)                   | 57.4 (2.26)                    | 690.9 (27.201)                 |
| 平均降水日数 （≥0.1 mm）                             | 13                             | 12                             | 11                             | 13                             | 13                             | 13                             | 10                             | 9                              | 10                             | 10                             | 12                             | 14                             | 139                            |
| % 湿度                                               | 78                             | 71                             | 63                             | 61                             | 61                             | 63                             | 61                             | 61                             | 67                             | 71                             | 75                             | 79                             | 68                             |
| 平均月間日照時間                                     | 72.2                           | 101.7                          | 153.2                          | 188.1                          | 242.2                          | 260.9                          | 290.8                          | 274.0                          | 204.3                          | 163.1                          | 97.0                           | 64.5                           | 2,111.9                        |
| 出典：Republic Hydrometeorological Service of Serbia |                                |                                |                                |                                |                                |                                |                                |                                |                                |                                |                                |                                |                                |

## 歴史

### 古代

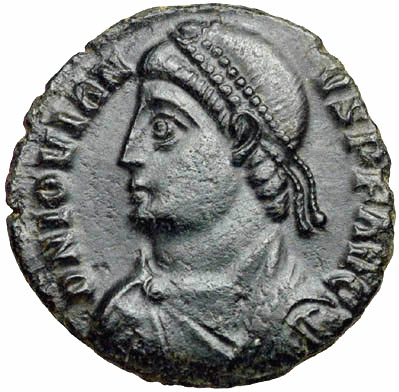
ベオグラード（シンギドゥヌム）出身のローマ皇帝ヨウィアヌス。

新石器時代のスタルチェヴォ文化、ヴィンチャ文化はベオグラード付近で発達し、7000年ほど前にバルカン半島一帯および中央ヨーロッパやアナトリア半島の一部を支配した。有史以前に見られる古ヨーロッパ文字（ヴィンチャ文字）は最古のアルファベットであるとする見方もある。数世紀の後、古代ギリシャのアルゴナウタイは、カウリアク (Cauliac) と呼ばれた古代のベオグラードに黒海からドナウ川を遡って到達し、サヴァ川を発見している。紀元前4世紀にはケルト人部族のスコルディスキが居住し、町はシンギドゥン (Singidūn) と呼ばれた。町は紀元後1世紀にローマ化され、シンギドゥヌムと呼ばれた。2世紀中期、町はローマ帝国のムニキピウムとされ、2世紀の末にはローマ帝国の都市制度の中で最も上位にある植民市（コロニア）に昇格した。
初のキリスト教徒のローマ皇帝は、今日のセルビアのニシュで280年に生まれたコンスタンティヌス1世であった。ベオグラード出身でローマ皇帝となったヨウィアヌス（332年生まれ）は、キリスト教を再導入した。ヨウィアヌスはローマ帝国の国教としてキリスト教を再導入し、前任者ユリアヌスによる異教の復興に終止符を打った。395年、この地域は東ローマ帝国へと引き継がれた。
シンギドゥヌムからサヴァ川を挟んで対岸にはケルト人の町タウルヌム（Taurunum、今日のゼムン）があり、ローマ時代、東ローマ時代を通じてシンギドゥヌムとタウルヌムの両都市は命運を共にした。両都市は橋で結ばれていた。

### 中世

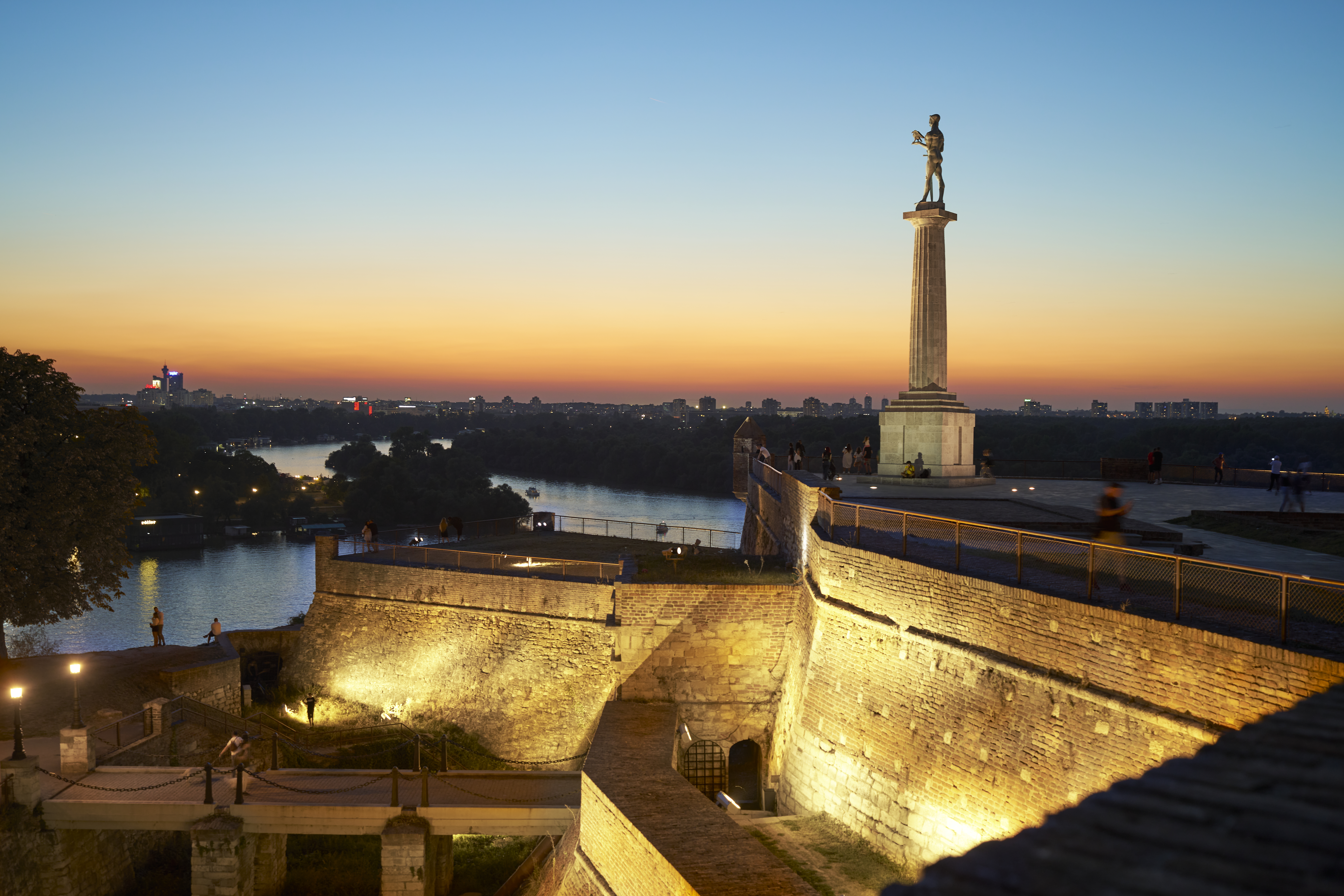
rightベオグラード要塞

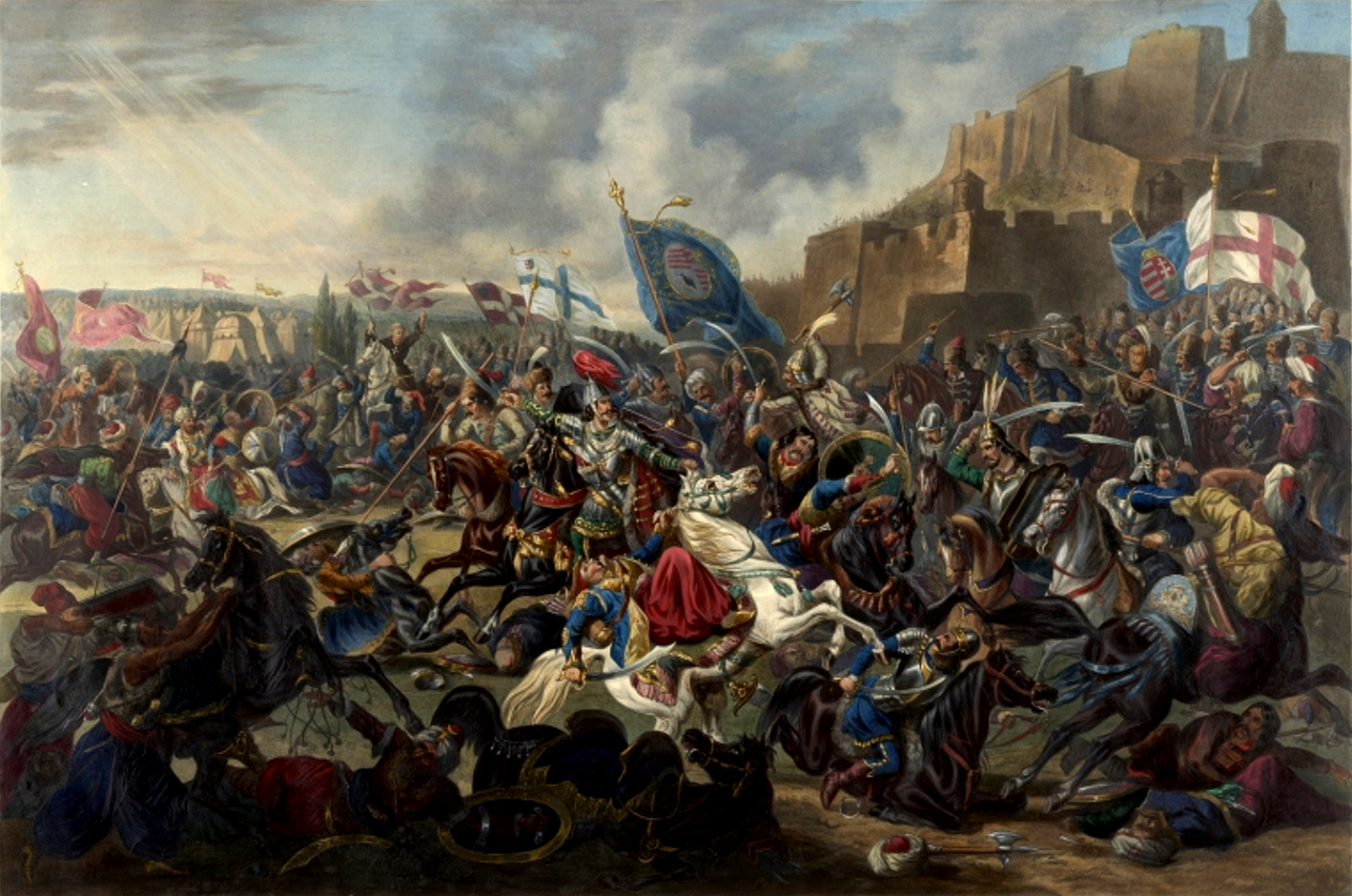
ナーンドルフェヘールヴァール（ベオグラード）包囲（1456年）

シンギドゥヌムは630年頃にスラヴ人が移住するまでの間、フン族、サルマタイ、ゲピド族、東ゴート族、アヴァールなどによる侵入を度々受け、また破壊された。500年代初期、アヴァールの侵入を受けるまでの間、ゲピド王国の中心地として機能した。9世紀初頭、アヴァールが最終的にフランク王国によって崩壊すると、シンギドゥヌムは再び東ローマ帝国の支配下に復した一方、タウルヌムはマレヴィラ (Malevilla) と改称され、フランク王国の一部となった。およそ878年頃、第一次ブルガリア帝国の支配下の時代、この街の最古のスラヴ語の呼称「ベリグラード」 (Beligrad) が記録されている。その後4世紀にわたり、街は東ローマ帝国、ハンガリー王国、第一次ブルガリア帝国の争奪の場となった。ベオグラードは第1回十字軍、第2回十字軍を受け入れたが、第3次十字軍がベオグラードを通るとき、フリードリヒ1世と彼の率いる19万人の兵士らは、ベオグラードが廃墟となっているのを目撃した。
ベオグラードは1284年、スレム王国の首都となり、ステファン・ドラグティンはベオグラードを統治した初のセルビア人の王となった。ドラグティンは義父のハンガリー王イシュトヴァーン5世からスレム地域を与えられた。1371年のマリツァ川の戦い、1389年のコソボの戦いを経て、セルビア帝国は崩壊し、オスマン帝国がその南部を支配下に置いた。他方で、セルビアの北部ではベオグラードを首都としたセルビア専制公国が続いた。ベオグラードは専制公ステファン・ラザレヴィチの下で繁栄した。ステファン・ラザレヴィチはセルビア公ラザル・フレベリャノヴィチの息子であった。ステファン・ラザレヴィチは要塞、塔を備えた城を建造し、そのうち西の壁とデスポト・ステファン塔は今日まで残されている。ステファン・ラザレヴィチはまた、街を取り囲む古代の要塞を再建し、専制公国はオスマン帝国の攻勢に対してほぼ70年持ちこたえた。この間、ベオグラードはオスマン帝国の支配から逃れてきたバルカン各地の人々の逃げ込み先となっており、その人口は4万-5万人ほどであったと考えられる。
1427年、ステファン・ラザレヴィチのあとを継いだジュラジ・ブランコヴィチは、ベオグラードをハンガリー王国に返還させられ、首都はスメデレヴォに移った。ジュラジの統治時代、オスマン帝国はセルビア専制公国の領地のほとんどを制圧したものの、1440年のベオグラード包囲戦、1456年の再度の包囲戦はいずれも失敗している。ベオグラードは、10万人を超える兵士を擁するオスマン帝国の中央ヨーロッパ侵攻を食い止める防衛線の役目を果たしていた。フニャディ・ヤーノシュ率いるキリスト教徒の勢力はベオグラードの包囲戦を戦い、オスマン帝国スルタンのメフメト2世が率いる軍勢から街を守りぬいた。この戦いは「キリスト教の命運を決するもの」とされ、教皇カリストゥス3世は毎日正午に全教会の鐘を鳴らすよう命じ、防衛戦の勝利を祈った。

### オスマン帝国とオーストリアによる統治

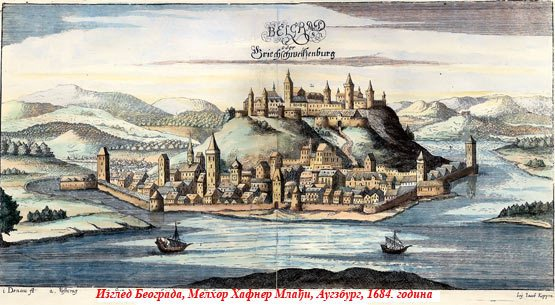
16世紀のベオグラード

長くオスマン帝国の攻勢に抵抗を続けていたベオグラードは、1521年8月28日、スレイマン1世の25万人の兵士によって制圧された。街はほぼ全てが破壊され、キリスト教徒（セルビア人、ハンガリー人、ギリシャ人、アルメニア人など）は全てイスタンブールへと強制移送され、その地区はこれに因んで後にベオグラード要塞と呼ばれるようになった。ベオグラードはサンジャク（県）の県都となり、トルコ人、アルメニア人、ギリシャ人、ラグーサの交易商人などが集まるようになった。ベオグラードはこの後150年に及ぶ平和を享受する。ベオグラードはコンスタンティノポリスに次いで、オスマン帝国領ヨーロッパで2番目に大きい都市となり、10万人以上が居住した。オスマン帝国の統治は、ベオグラードにオスマン建築をもたらし、多くのモスクが建造され、街にはオリエンタルの影響が強まった。1594年、バナト蜂起とよばれる大規模なセルビア人の反乱がトルコ人によって鎮圧された。さらに、アルバニア出身の大宰相スィナン・パシャ（Sinan Pasha）は、ベオグラードのヴラチャル台地にて聖サヴァの不朽体を公開の場で焼き捨てるよう命じた。後にこの事件を記憶するために聖サワ大聖堂が建造された。反乱に対する報復として、街の住民のほとんどがイスタンブールに強制移送された。

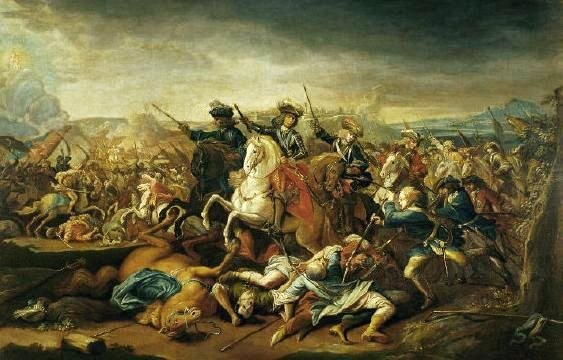
1717年、オーストリアのプリンツ・オイゲンによるベオグラード包囲戦。墺土戦争の戦闘の1つとして発生した。

ベオグラードは3度にわたってハプスブルク帝国（オーストリア大公国）に占領された（1688年 - 1690年、1717年 - 1739年、1789年 - 1791年）。1度目は大トルコ戦争でバイエルン選帝侯マクシミリアン2世がベオグラードを包囲して奪い（ベオグラード包囲戦）、2度目はプリンツ・オイゲンの主導で墺土戦争の最中に包囲・陥落させ（ベオグラード包囲戦）、3度目は墺土戦争中にオーストリアに落とされた。ベオグラードはその度にオスマン帝国によって再制圧されたが、ゼムン以北は引き続きオーストリア領となった。
この間、セルビア人の大規模な人口移動が発生し、退却するオーストリア人とともにセルビア人がハプスブルク領内に流入した。彼らの子孫はヴォイヴォディナやスラヴォニアに居住している。

### セルビアの首都

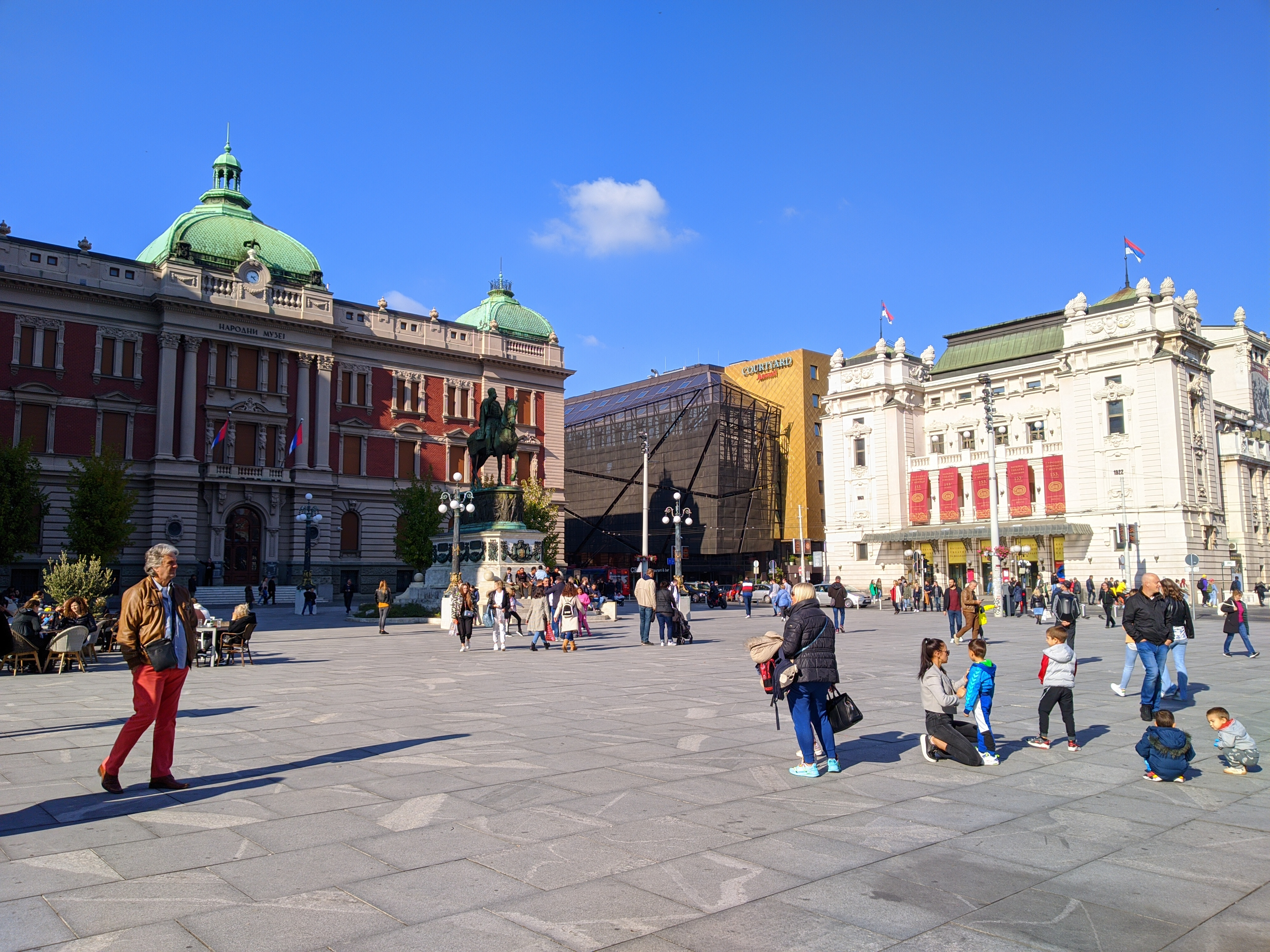
ベオグラードの共和国広場に立つミハイロ・オブレノヴィチ3世の像（19世紀中頃）

第一次セルビア人蜂起の間、セルビア人の反乱者らは1807年1月8日からベオグラードを統治し、1813年にオスマン帝国に再制圧されるまで続いた。1815年の第二次セルビア人蜂起の後、セルビアは半独立的な地位を獲得し、1830年にはオスマン帝国によって認められた。1841年、ミハイロ・オブレノヴィッチ（Mihailo Obrenović）は首都をクラグイェヴァツからベオグラードに移した。
セルビア公国の完全独立は1878年で、これによって国は1882年にセルビア王国へと改組された。ベオグラードは再びバルカンの主要都市の一つへと返り咲き、急速な発展を遂げた。セルビアで2番目に大きいニシュへの鉄道が開通したものの、1900年のベオグラードの人口は6万9100人程度しかなく、セルビアは国全体としては依然農業国であり続けた。1905年、ベオグラードの人口は8万人を超えた。1914年に第一次世界大戦が勃発したとき、当時はオーストリア＝ハンガリー帝国領であったゼムンを含まないベオグラードの人口は10万人を超えた。
バルカン半島および中央ヨーロッパで初の映画の映写はベオグラードで1896年6月にリュミエール兄弟の代理人としてAndre Carrによって行われた。Carrは翌年、初の映画をベオグラードで撮影したが、その映像は残されていない。

### 第一次世界大戦 - 戦間期: 街の統合

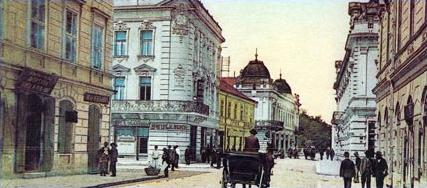
19世紀末のクネズ・ミハイロヴァ通り

1914年6月28日、ガヴリロ・プリンツィプがオーストリア皇太子フランツ・フェルディナント夫妻を暗殺したサライェヴォ事件によって第一次世界大戦が引き起こされた。その後のバルカン半島での戦いの多くはベオグラード周辺で起こった。
オーストリア＝ハンガリー帝国海軍のモニター艦は1914年7月29日にベオグラードを包囲し、街は11月30日にオスカル・ポティオレク（Oskar Potiorek）率いるオーストリア軍の手に落ちた。12月15日、街はラドミル・プトニク率いるセルビア軍によって奪還された。10月6日から10月9日にかけて、街の大半を破壊した長期の戦いの後、10月9日にベオグラードはドイツ陸軍とアウグスト・フォン・マッケンゼン率いるオーストリア＝ハンガリー軍の手に落ちた。街は1918年11月5日、元帥Louis Franchet d'Espéreyとアレクサンダル1世率いるセルビア軍とフランス軍によって再奪還された。前線の街であったベオグラードでは大規模に人口が減少し、一時はスボティツァがセルビアで最大の人口の街となった。しかし、終戦後の戦間期、ベオグラードは急速に人口を増やし、その人口は1920年代初頭にはスボティツァを上回った。終戦後、セルビアは他国の領土とともにセルビア人・クロアチア人・スロベニア人王国となり、ベオグラードはその首都となった。王国は1929年に公式にユーゴスラビアへと改称された。ユーゴスラビア王国は9の州（バノヴィナ）に分けられ、ベオグラードとゼムン、パンチェヴォはどのバノヴィナにも属さない独立した行政区を構成した。
この時代、ベオグラードは急速な発展と現代化を遂げた。ベオグラードの人口は1931年には23万9000人に達し（オーストリア・ハンガリー帝国領であったゼムンを含む）、1940年には32万人となった。1921年から1948年までの年間の人口増加率は平均して4.08%であった。1927年、ベオグラードで初の空港が開港し、1929年、ラジオ局が放送を開始した。ドナウ川を渡るパンチェヴォ橋（Pančevo Bridge）は1935年に開通した。

### 第二次世界大戦

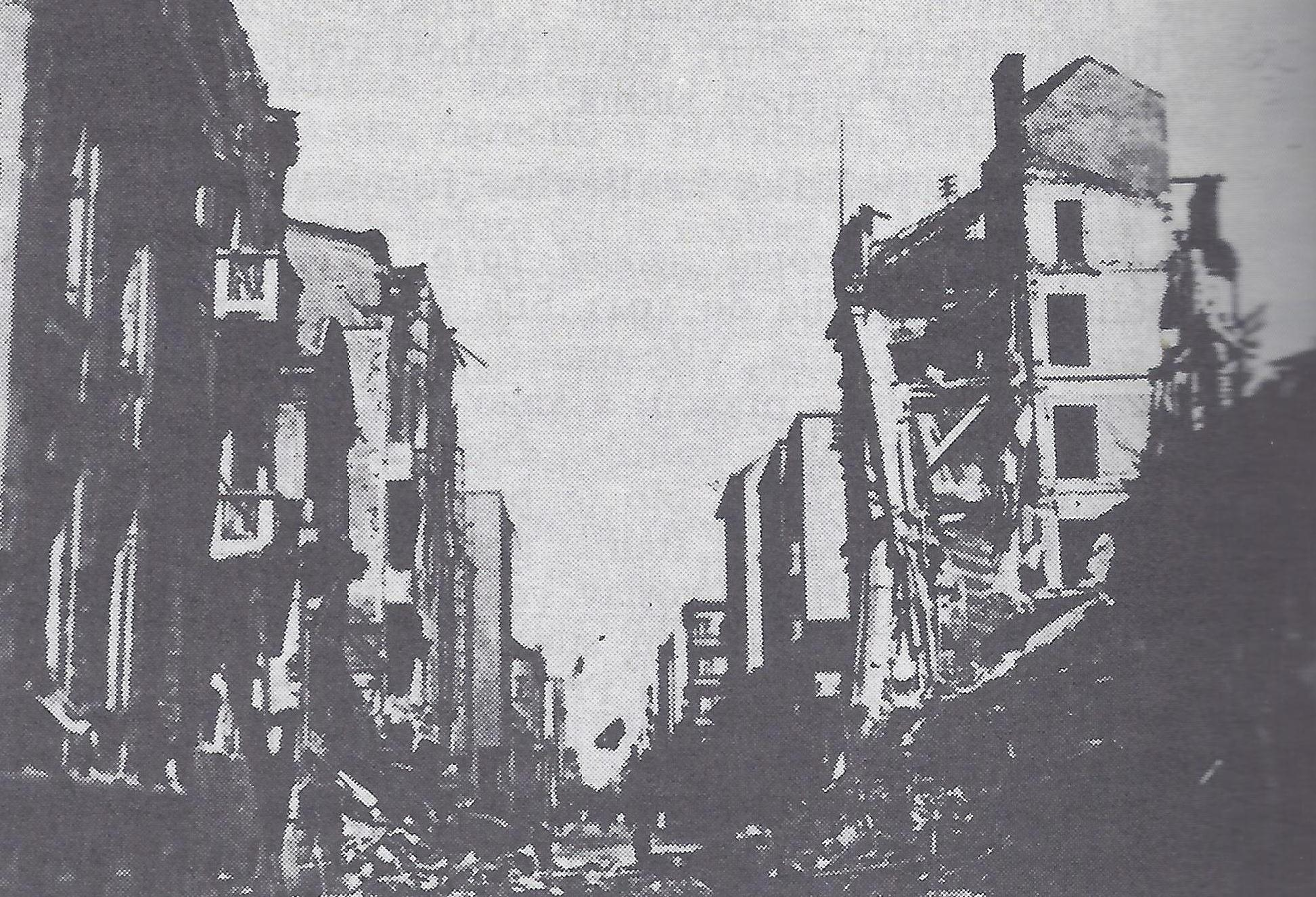
破壊された市街（1941年）

1941年3月25日、ユーゴスラビア王国の摂政パヴレ・カラジョルジェヴィチは日独伊三国軍事同盟に調印し、第二次世界大戦の混乱を避けるため枢軸国の一員となった。これは直後にベオグラードで大規模な抗議行動に発展し、空軍指揮官のドゥシャン・シモヴィッチ（Dušan Simović）将軍率いるクーデターが引き起こされた。シモヴィッチは、国王ペータル2世が摂政なしで統治する年齢に達したと宣言した。その直後、1941年4月6日、ベオグラードはドイツ空軍によって空爆され、2万4000人が死亡した。
4月10日にはドイツ国防軍がベオグラード市内に突入した。
ユーゴスラビア王国はナチス・ドイツと枢軸諸国による侵攻を受け、ゼムンの東に至るまでのベオグラード郊外はナチス傀儡政権であるクロアチア独立国の領土とされた。ベオグラードはナチスの傀儡ミラン・ネディッチによるセルビア救国政府の首都とされた。1941年8月、ドイツ軍に接収されたラジオ・ベオグラードは『リリー・マルレーン』を毎日、夜21時57分に放送するようになった。このラジオは枢軸国軍、連合国軍双方に聴取され、この歌を世界的にヒットさせた。
1941年の夏から秋にかけて、ナチスへのゲリラ攻撃に対する報復として、ドイツ軍はベオグラードの一般市民に対する虐殺を行った。特に、ベオグラードのユダヤ人共同体に属する市民は、ドイツ軍のセルビア軍事指導者フランツ・ベーメ将軍の命令により大量殺戮の対象となった。ベーメは、ドイツ人の死者1人に対してセルビア人市民100人、ドイツ人の負傷者1人に対してセルビア人市民50人を殺害するとする報復の規定を厳格に適用し、死亡したドイツ兵1人につき100人の市民を殺害した。
ベオグラードは1944年4月、連合国による空爆を受け、1600人が死亡した。以前のドイツ軍による空爆も、今回の連合国による空爆も、共に正教会の復活祭の時期に行われた。ベオグラードの多くは1944年10月20日までドイツ軍の占領が続いたが、その後は共産主義者のパルチザンと、独ソ戦末期にドイツ軍を撃破してバルカン半島へ進撃してきたソ連軍によって解放された。1945年11月29日、パルチザンのヨシップ・ブロズ・ティトー元帥はベオグラードにてユーゴスラビア連邦人民共和国の成立を宣言した。

### 社会主義ユーゴスラビア時代

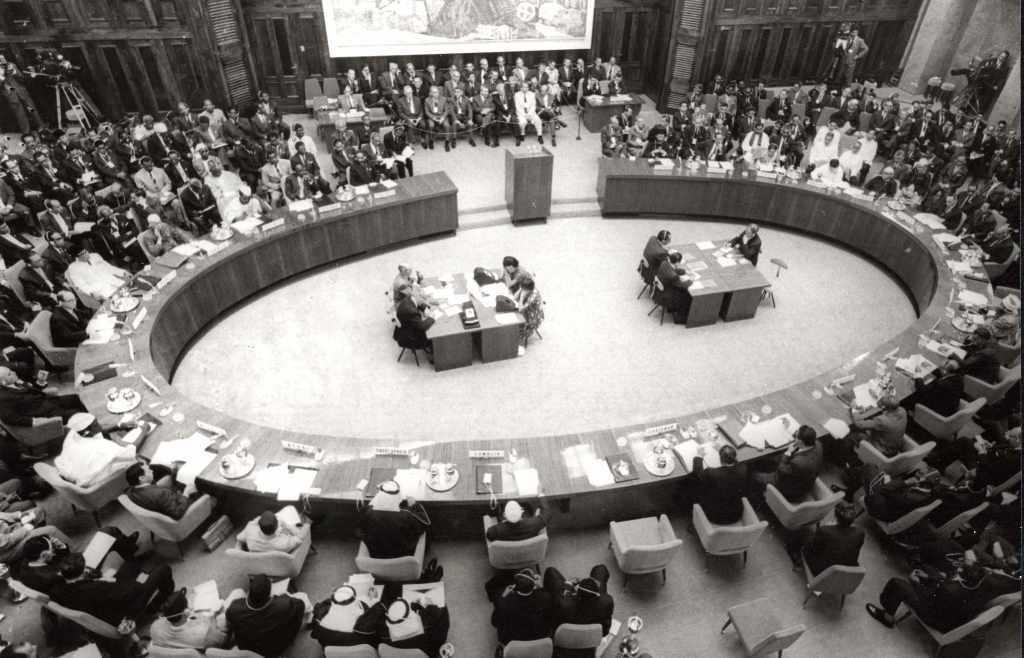
非同盟運動 ベオグラード（1961年）

第二次世界大戦後、ベオグラードは社会主義の連邦国家として再出発したユーゴスラビア連邦の首都として急速に発展し、主要な産業拠点となった。1958年、ベオグラードで初のテレビ放送が始まった。1961年、ヨシップ・ブロズ・ティトーを議長とし最初の非同盟諸国首脳会議がベオグラードで開かれた。1968年、ティトー体制に反対する大規模な学生の抗議行動が起こり、路上で学生らと警官が衝突した。抗議は、ティトーの有名な言葉「学生たちは正しい！」を残して終わった。1972年3月、ベオグラードは欧州で最後に発生した天然痘パンデミック(the last major outbreak of smallpox in Europe)の中心となり、検疫とワクチンの集団投与を通じ、5月末までに沈静化された。

### 社会主義体制崩壊以降
1991年3月19日、ヴク・ドラシュコヴィッチ（Vuk Drašković）に率いられた、大規模なスロボダン・ミロシェヴィッチ政権に対する抗議行動（en:March 9, 1991 protest）が起こった。各種メディアの推計によると、抗議には10万人から15万人が参加していたと見られている。この中で2人が死亡し、203人が負傷、108人が逮捕され、秩序回復のために戦車が投入された。
1996年11月から1997年2月にかけて、再び大規模な抗議行動（en:1996-1997 protests in Serbia）が行われた。これは地元の選挙における不正の疑惑を引き金とし、ミロシェヴィッチ政権への反対を表明するものであった。抗議行動によって、ゾラン・ジンジッチがベオグラード市長となった。これは、第二次世界大戦以降で初めて、ユーゴスラビア共産主義者同盟やその後継のセルビア社会党出身ではない市長の誕生となった。
1999年にコソボ紛争が激化し、NATOによる空爆が始まると、街は大きな打撃を受けた。セルビア国営放送の建物が攻撃を受け、国営放送本社への攻撃では16人の技術家が死亡した。このほか、ベオグラードでは各省庁の庁舎や複数の病院、ユーゴスラビア・ホテル、ウシュチェ・タワー（Ušće）、アヴァラ・テレビ塔（Avala TV Tower）、中国大使館も攻撃を受けた。
2000年のユーゴスラビア連邦共和国大統領選挙（en）では、ベオグラードは大規模な路上抗議行動の場となった。50万人を超える人々が抗議行動に参加した（警察による推定では80万人、ミシャ・グレニー Misha Glenny によると100万人超）。抗議行動によってミロシェヴィッチ政権は転覆し、後にブルドーザー革命（en）と呼ばれた。

### 呼称の変遷
ベオグラードは歴史上、様々に異なる名前で呼ばれてきた。そして、その多くは「白い街」を意味している（ロシアのベルゴロドも白い街を意味している）。
| 名前                                 | 注記 |
| ------------------------------------ | --- |
| Singidūn(o)-                         | ケルト人の部族スコルデスキ（Scordisci）による呼称。dūn(o)-は駐屯地や要塞を意味する。singiには諸説あり、一説ではケルト語の「円」を意味するとされ、全体で「円形の要塞」の意味になる。別の節では、スコルデスキ以前にこの地を支配した、トラキア人の氏族と思われるシング（Sing）に由来すると考えられている。 |
| Singidūnum                           | ローマ帝国による征服で、ケルト語名をローマ化した呼称 |
| Београд / Beograd                    | 初めてのスラヴ語による記録は878年で、ブルガリア帝国のボリス1世からローマ教皇ヨハネ3世への手紙の中で白い街、あるいは白い要塞を意味する「Beligrad」として言及されている。 |
| Alba Graeca                          | Albaはラテン語の「白」に由来すると考えられる。 |
| Alba Bulgarica                       | ブルガリア帝国統治時代におけるラテン語呼称 |
| Weißenburg / Griechisch-Weißenburg   | ドイツ語化した呼称。現代のドイツ語ではBelgradである。 |
| Castelbianco                         | イタリア語化した呼称。 |
| Nandoralba                           | 14世紀以前の中世ハンガリー王国での呼称 |
| Nándorfehérvár, Landorfehérvár       | 中世ハンガリーによる呼称で、「白い騎士の街」を意味する。現代のハンガリー語ではBelgrádである。 |
| Veligrad(i)on or Velegrada/Βελέγραδα | 東ローマ帝国による呼称。現代ギリシア語での呼称はΒελιγράδι / Veligradi |
| Dar Al Jihad                         | オスマン帝国統治時代のアラビア語呼称。 |
| Prinz-Eugenstadt                     | 第二次世界大戦時、ナチス・ドイツの占領下となったベオグラードでナチスにより計画された呼称。この呼称は1717年にこの街を征服したオーストリアのプリンツ・オイゲンに因む。 |

## 政府と政治

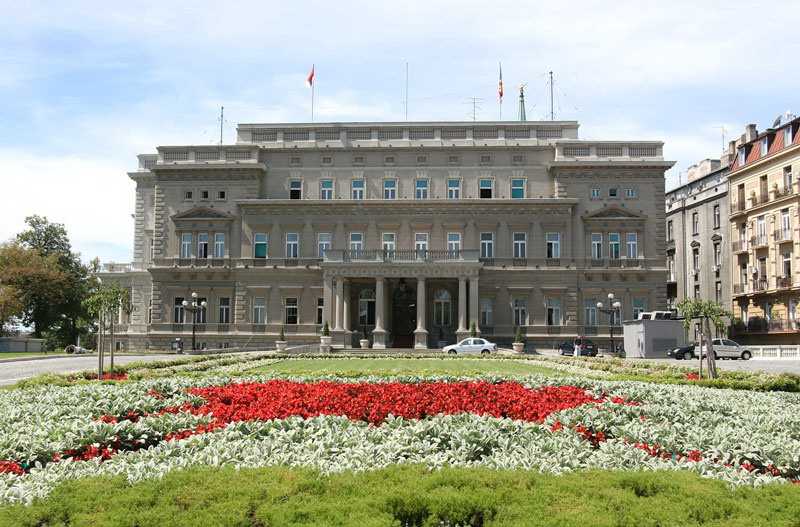
旧宮殿。ベオグラード市議会が入っている。

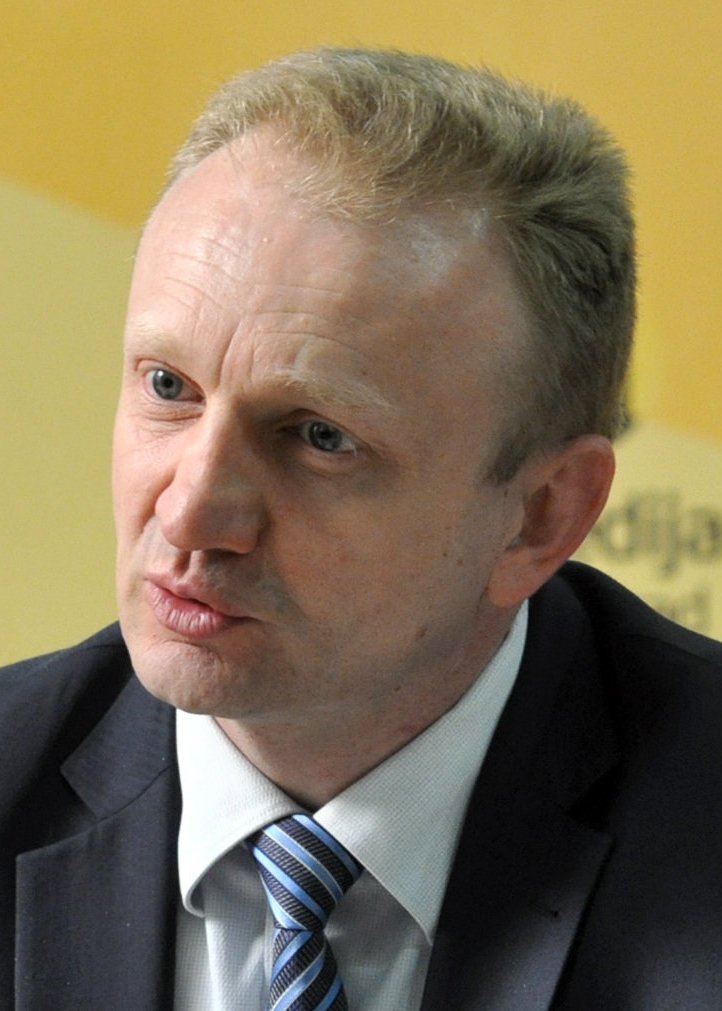
ドラガン・ジラス、ベオグラード市長（在任2008年8月 - 2013年11月）。

ベオグラードはセルビアの中ではどの郡にも属さない独立した地域であり、独自の市政府を持つ。ベオグラード市長の地位は2004年から2007年9月27日に死去するまで民主党のネナド・ボグダノヴィッチ（Nenad Bogdanović）であった。1996年には、第二次世界大戦後初めて民主的な市長選挙が行われ、ゾラン・ジンジッチが市長に選ばれた。
ベオグラード市議会は110の議席があり、市議の任期は4年である。2008年以降、市議会の多数派は国民議会と同様に、民主党-G17プラスとセルビア社会党-セルビア統一年金者党の連立であり、さらに自由民主党やその他の小政党の支持も得ている。セルビア急進党、セルビア民主党-新セルビアが野党の立場にある。

### 2006年以降の市長の一覧
- ネナド・ボグダノヴィッチ (2006年6月5日 - 2007年9月27日)
- ゾラン・アリンピッチ (2007年9月27日 - 2008年7月21日) (代理)
- ブラニスラフ・べリッチ (2008年7月21日 - 2008年8月19日) (代理)
- ドラガン・ジラス (2008年8月19日 - 2013年11月18日)
- シニシャ・マリ (2013年11月18日 - 2014年4月24日) (代理)
- シニシャ・マリ (2013年11月18日 - 2018年5月28日)
- ゾラン・ラドイチッチ (2018年6月7日 - 2022年6月20日)
- アレクサンダル・シャピッチ (2022年6月20日 - )

### 基礎自治体
ベオグラードは17の基礎自治体（オプシュティナ）に分かれている。
ベオグラードを構成する自治体の多くはドナウ川およびサヴァ川の南側のシュマディヤ（Šumadija）地方に位置している。ゼムン、ノヴィ・ベオグラード（新ベオグラード）、スルチンの3自治体はサヴァ川の北側のスレム地方に位置し、パリルラはドナウ川を越え、シュマディヤとバナト地方にまたがっている。

ベオグラードの自治体

| 名前                                 | 面積（km2） | 人口（1991年）                         | 人口（2002年） |
| ------------------------------------ | ----------- | -------------------------------------- | -------------- |
| バライェヴォ（Barajevo）             | 213         | 20,846                                 | 24,641         |
| チュカリツァ（Čukarica）             | 156         | 150,257                                | 168,508        |
| グロツカ（Grocka）                   | 289         | 65,735                                 | 75,466         |
| ラザレヴァツ（Lazarevac）            | 384         | 57,848                                 | 58,511         |
| ムラデノヴァツ（Mladenovac）         | 339         | 54,517                                 | 52,490         |
| ノヴィ・ベオグラード（Novi Beograd） | 41          | 218,633                                | 217,773        |
| オブレノヴァツ（Obrenovac）          | 411         | 67,654                                 | 70,975         |
| パリルラ（Palilula）                 | 451         | 150,208                                | 155,902        |
| ラコヴィツァ（Rakovica）             | 31          | 96,300                                 | 99,000         |
| サヴスキ・ヴェナツ（Savski Venac）   | 14          | 45,961                                 | 42,505         |
| ソポト（Sopot）                      | 271         | 19,977                                 | 20,390         |
| スタリ・グラード（Stari Grad）       | 5           | 68,552                                 | 55,543         |
| スルチン（Surčin）                   | 285         | Part of Zemun municipality until 2004. | 55,000 (est.)  |
| ヴォジュドヴァツ（Voždovac）         | 148         | 156,373                                | 151,768        |
| ヴラチャル（Vračar）                 | 3           | 67,438                                 | 58,386         |
| ゼムン（Zemun）                      | 154         | 176,158                                | 136,645        |
| ズヴェズダラ（Zvezdara）             | 32          | 135,694                                | 132,621        |
| 合計                                 | 3227        | 1,552,151                              | 1,576,124      |
| 出典: セルビア共和国統計局           |             |                                        |                |

## 住民

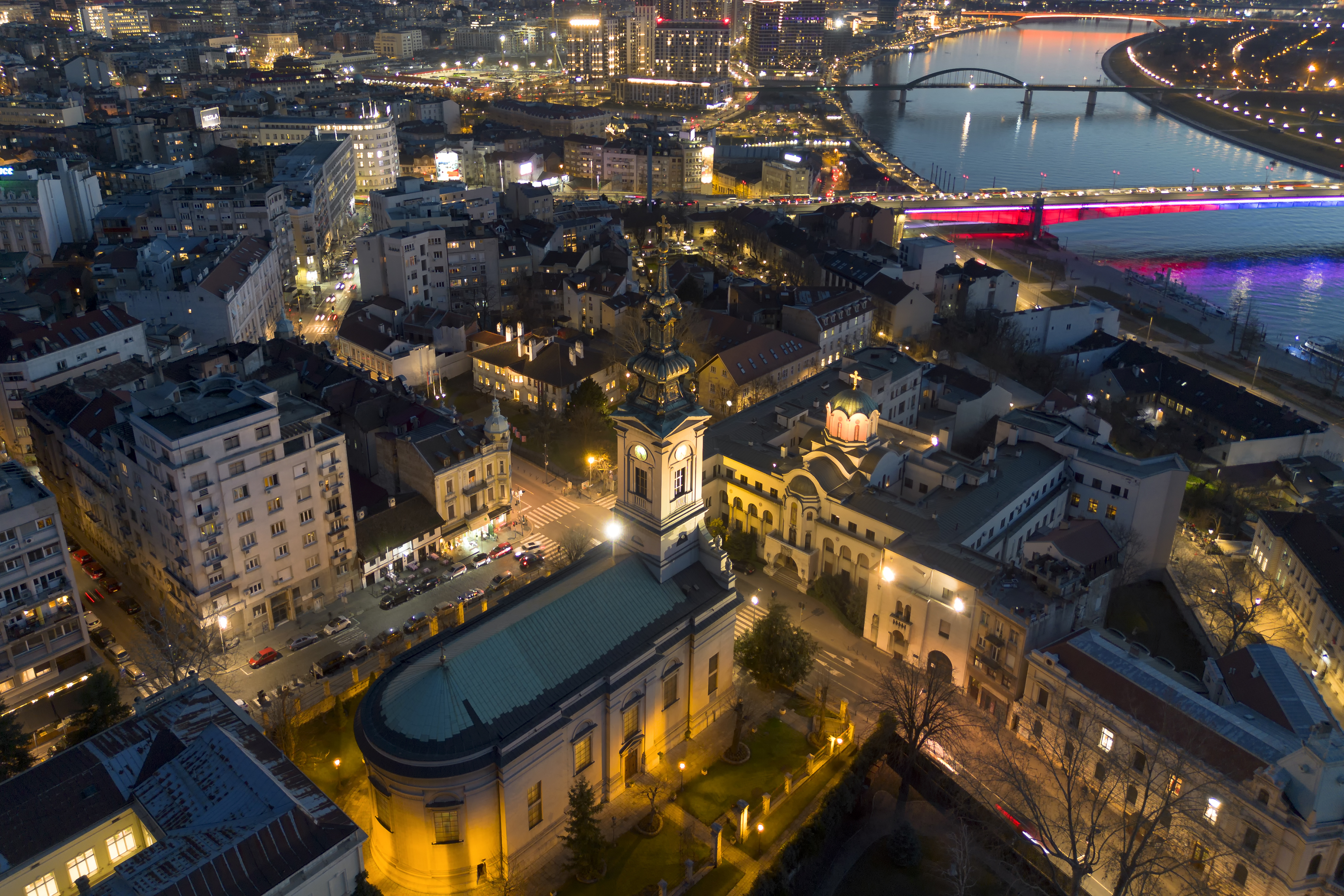
夜のベオグラード中心部

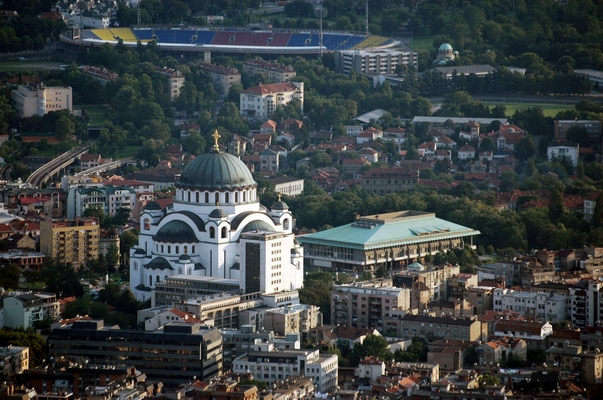
聖サワ大聖堂とセルビア国立図書館

2002年の国勢調査によると、ベオグラードの住民は民族別ではセルビア人が141万7187人、ユーゴスラビア人が2万2161人、モンテネグロ人が2万1190人、ロマが1万9191人、クロアチア人が1万0381人、マケドニア人が8,372人、ムスリム人が4,617人などとなっている。2007年の投票では、ベオグラードの人口はわずか5年で40万人の増加があったことが示唆されている。2008年8月2日の時点で、ベオグラードの情報統計局では1,542,773人の有権者が登録されており、その6年前の全人口を上回る有権者が登録されていることになり、2002年以降に急速な人口増加があったことが示されている。
ベオグラード情報統計局による2007年末の公式の推計では、街の人口は約1,630,000人となっている。
ベオグラードには旧ユーゴスラビア連邦各地の民族が居住している。住民の多くはより小さい街や村部からの移住者や、1990年代のユーゴスラビア紛争によって故郷を失ったクロアチア、ボスニア・ヘルツェゴビナ、コソボからの移民である。また、1990年代中期からの移民によって1万人から2万人程度の漢人がベオグラードに居住しているものと推定される。ノヴィ・ベオグラードのブロック70（Blok 70）地区は中華街として知られている。
ベオグラードにはまた多くのインドネシア人、中東系の住民（主にシリア、イラン、ヨルダン、イラクから、1970年代から1990年代にかけて学業のために移り住み、その後街に定住した人々である）、アフガニスタン人、イラクのクルド人難民も居住している。
ベオグラードには歴史的に複数の宗教の共同体が共存してきたが、街の宗教構成は比較的、均質である。セルビア正教会が圧倒的に最大であり、正教会の信者数は142万9170人である。この他では2万0366人がイスラム教、1万6305人がローマ・カトリック教会、3,796人がプロテスタントに属する。ベオグラードにはかつて一定規模のユダヤ教の共同体があったが、ナチス・ドイツによる占領統治を経て、多くがイスラエルに移住し、その人口は515人にまで減少した。

## 経済
ベオグラードは、セルビアで最も経済的に発達した地域であり、セルビア国立銀行の本拠地である。Jat航空、テレコム・スルビヤ（Telekom Srbija）、テレノル・セルビア（Telenor Serbia）、デルタ・ホールディング（Delta Holding）、セルビア電力産業公社の本社や、ソシエテ・ジェネラル、ASUS、インテル、モトローラ、クラフトフーヅ、カールスバーグ、マイクロソフト、OMV、ユニリーバ、Zepter、日本たばこ産業などの地域拠点が置かれている。
1990年代前半のユーゴスラビア社会主義連邦共和国からユーゴスラビア連邦共和国への移行期の混乱はベオグラードにも影響を与えた。セルビアの他地域と同様に、国際的な禁輸によって経済に深刻な影響がもたらされた。ユーゴスラビア・ディナールのハイパーインフレは、記録史上最大であったといわれ、街の経済を破壊した。ユーゴスラビアは1990年代中期にはハイパーインフレから脱却し、その後のベオグラードの経済成長は目覚しい。2000年代末の時点で、ベオグラードはセルビア全体の国内総生産の30%以上を占め、またセルビアの労働者人口の30%以上を占めている。平均的な月収は47.500セルビア・ディナールであり、ユーロスタット（Eurostat）の手法によれば、コンピュータを保有する家庭は53%に上る。同じ調査によると、ベオグラードの家庭の39.1%はインターネット接続を持っており、これはソフィアやブカレスト、アテネなどの他のバルカン地域の首都よりも高い比率である。

## 文化

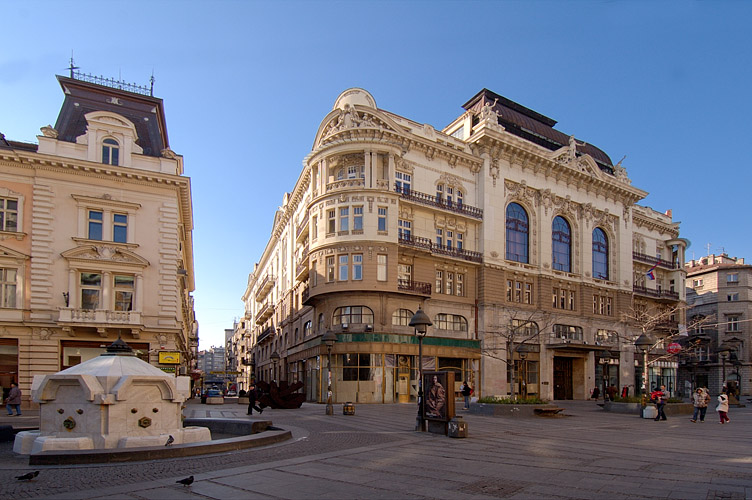
1922年建造のセルビア科学芸術アカデミーの建物

ベオグラードでは多くの文化的催しが開催されている。代表的なものでは、ベオグラード映画祭（FEST）、ベオグラード演劇祭（BITEF）、ベオグラード夏季祭（BELEF）、ベオグラード音楽祭（BEMUS）、ベオグラード図書祭（Belgrade Book Fair）、ベオグラード・ビール祭などがある。
ノーベル文学賞を受賞したイヴォ・アンドリッチは、その最も有名な著作『ドリナの橋』をベオグラードで執筆した。このほかのベオグラードの著名な作家には、ブラニスラヴ・ヌシッチ（Branislav Nušić）、ミロシュ・ツルニャンスキ（Miloš Crnjanski）、ボリスラヴ・ペキッチ（Borislav Pekić）、ミロラド・パヴィッチ、メシャ・セリモヴィッチ（Meša Selimović）などがいる。セルビアの映画産業の多くはベオグラードを拠点としている。1995年にパルム・ドールを受賞したエミール・クストリッツァ監督の『アンダーグラウンド』はベオグラードで製作された。
街は1980年代のユーゴスラヴ・ニュー・ウェーブ（Yugoslav New Wave）の中心の一つであった。VISイドリ（VIS Idoli）、エカテリーナ・ヴェリカ（Ekatarina Velika）、シャルロ・アクロバタ（Šarlo Akrobata）はいずれもベオグラード出身である。このほかの著名なベオグラード出身のロック・アーティストには、リブリャ・チョルバ（Riblja Čorba）、バヤガ・イ・インストルクトリ（Bajaga i Instruktori）などがある。ベオグラードは、スター歌手のツェツァに代表されるような、旧ユーゴスラビア地域で流行しているターボ・フォークと呼ばれるジャンルの音楽の中心地である。ベオグラードはまたセルビアのヒップ・ホップ（Serbian hip hop）の中心でもあり、ベオグラードスキ・シンディカト（Beogradski Sindikat）、シュカボ（Škabo）、マルチェロ（Marčelo）や、その他バッシヴィティ・ミュージック所属アーティストなどがベオグラードを拠点としている。
ベオグラードには多くの劇場があり、その中で特に著名なものとしてはベオグラード国立劇場（National Theatre）、テラジイェ劇場（Theatre on Terazije）、ユーゴスラヴ・ドラマ劇場（Yugoslav Drama Theatre）、ズヴェズダ劇場（Zvezdara Theatre）、アテリェ212（Atelier 212）などがある。セルビア科学芸術アカデミーやセルビア国立図書館もベオグラードを拠点としている。ベオグラードには、ベオグラード国立劇場とゼムンのマドレニヤヌム（Madlenijanum）という2つのオペラ・ハウスがある。
ベオグラードにはまた多くの外国の文化的施設が集まっており、セルバンテス文化センター、ゲーテ・インスティトゥート（Goethe-Institut）、フランス文化センター（Centre Culturel Français）、オーストリア文化フォーラム（Österreichischen Kulturforums）、ブリティッシュ・カウンシル（British Council）、ロシア科学文化センター（Российский центр науки и культуры）、孔子学院、カナダ文化センター（Canadian Cultural Center）、イタリア文化会館（Istituto Italiano di Cultura）、ヘレニック・ハウス（Hellenic House）、イラン・イスラム共和国文化センターなどがある。
ユーロビジョン・ソング・コンテストの2007年大会におけるマリヤ・シェリフォヴィッチの優勝に伴い、翌年の2008年大会はベオグラードで開催された 。

### 博物館

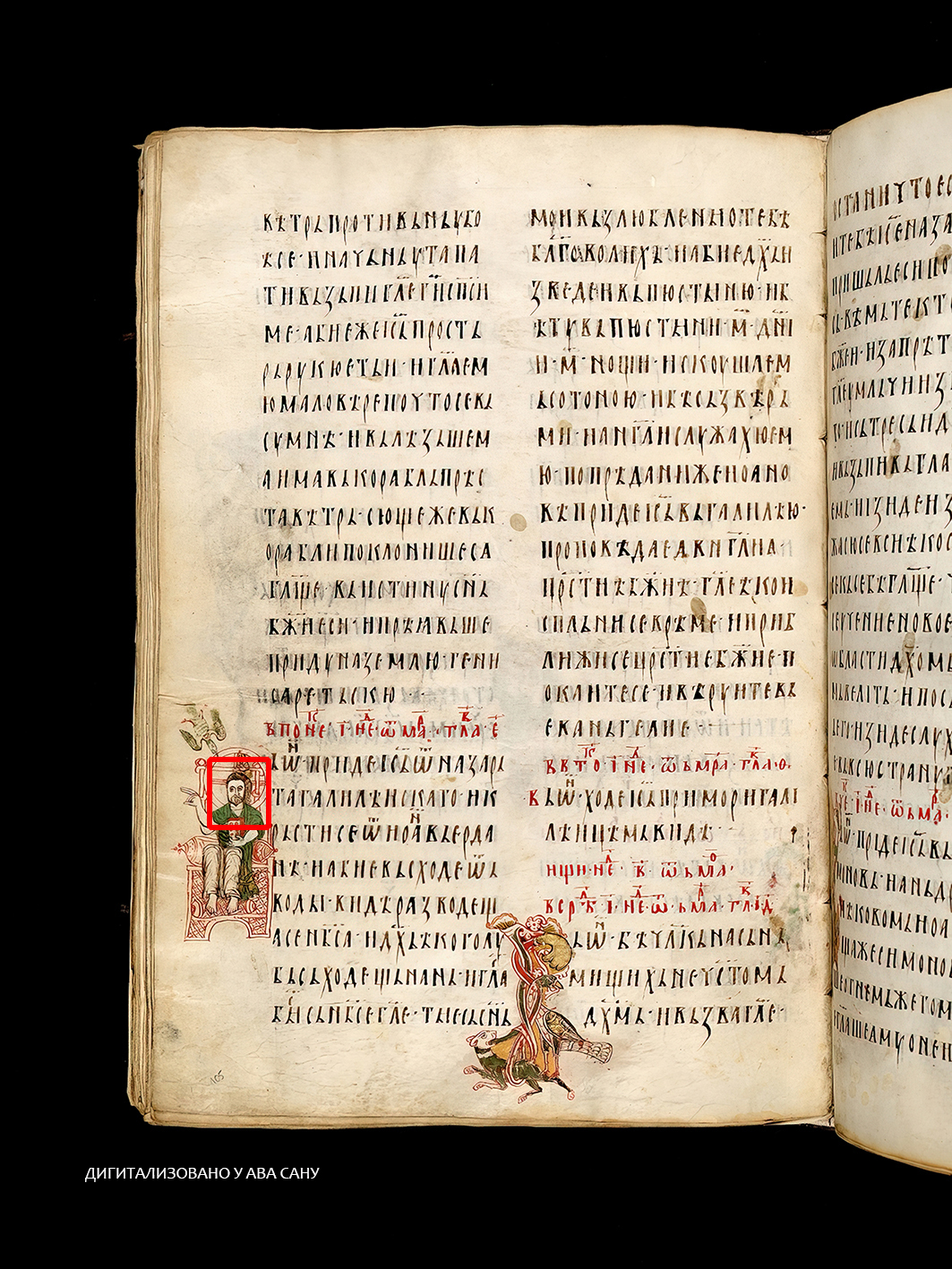
ミロスラヴの福音（Miroslav's Gospel）、2005年にUNESCOの世界の記憶に加えられた12世紀の記録物。

鉄道博物館

ベオグラードで最高の博物館といわれるのは、1844年に設立されたセルビア国立博物館であり、40万点を超える展示物を収蔵している（5600を超える絵画、8400を超える図画および印刷物を持つ）。収蔵されている展示物の中には、多くの外国の名作や、有名なミロスラヴの福音（Miroslavljevo Jevanđelje）が含まれる。軍事博物館は、ローマ時代からユーゴスラビア軍に撃墜されたF-117ステルス機まで、2万5千を超える幅広い軍事に関する展示物を収蔵している。ベオグラード航空博物館（Museum of Aviation in Belgrade）では、200を超える航空機が収められ、うち50が展示されている。一部には、Fiat G.50などの現存する数少ない型式の物もある。この博物館はまた、アメリカ合衆国やNATOの戦闘機、F-117やF-16なども展示されている。民俗誌博物館（Ethnographic Museum）は1901年に設立され、15万点を超える展示物はバルカン半島、特に旧ユーゴスラビア諸国の農村部や都市部の文化を示している。コンテンポラリー・アート美術館は、1901年以降にユーゴスラビア地域で製作された8,540点ほどの作品を収蔵している。ニコラ・テスラ博物館は1952年に設立され、単位テスラの名前の由来となった科学者ニコラ・テスラの個人所有物を収蔵している。この博物館は、16万点ほどの文書の原著や、その他5,700点ほどの物品を収蔵している。ヴク・ドシテイ博物館は、19世紀のセルビア文章語改革の推進者のヴーク・カラジッチと、初代のセルビア教育大臣のドシテイ・オブラドヴィッチ（Dositej Obradović）に関する物品を収蔵している。ベオグラードにはまたアフリカ芸術博物館 (セルビア)もあり、西アフリカ由来の大規模なコレクションを持っている。
9万5千点ほどの国内外の映画の記録を収蔵するユーゴスラビア映画保管所（Yugoslav Film Archive）は、地域で最大、また全世界でも10本の指に入る規模となっている。ユーゴスラビア映画保管所を運営する機関はまた、映写室と展示ホールも持っている。保管所の長期にわたる保管の問題は2007年に、新しい保管庫を作ることで解決された。
ベオグラード市博物館（Museum of the City of Belgrade）は、都心のネマニヤ通りの新しいビルディングに移転予定である。博物館にはベオグラード福音（1503年）、コソボの戦いのプレートアーマーをはじめとする、多くの絵画や図画が収蔵されている。新しい「科学技術博物館」の建設が2011年に着工された。

### 建築

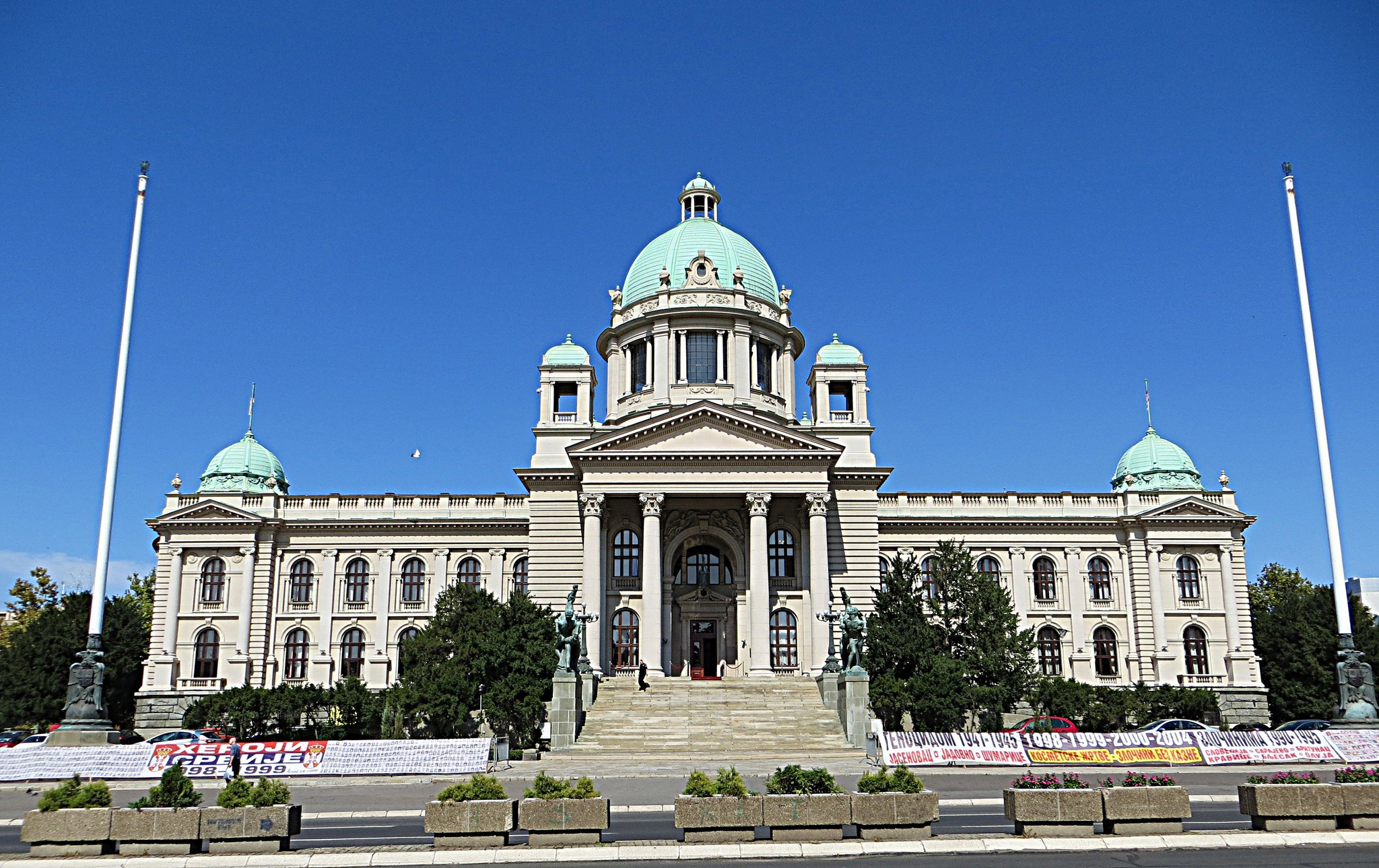
セルビア国会議事堂（1936年）とセルビア郵政（1938年）

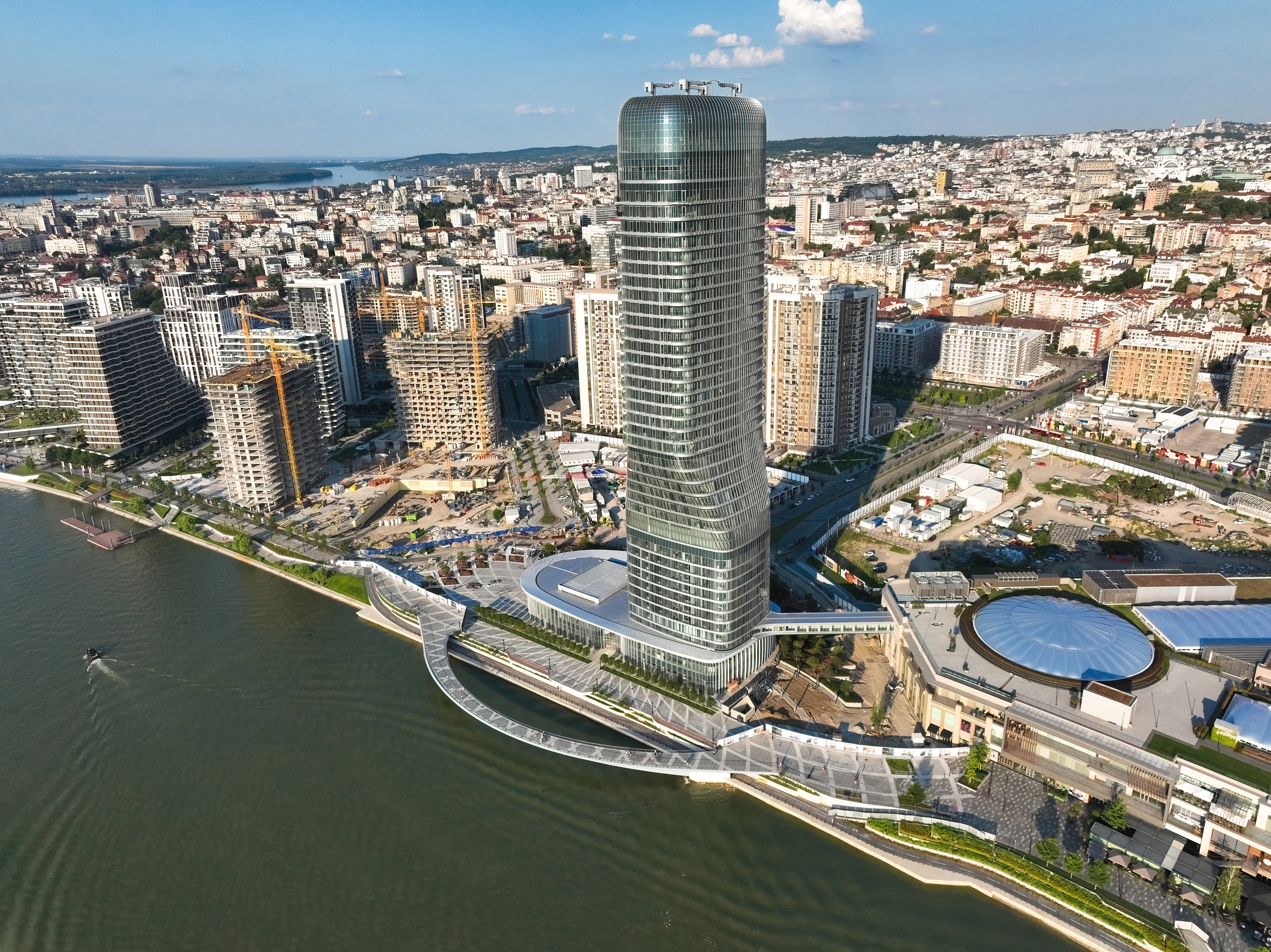
ベオグラードタワー

ベオグラードの建築は幅広く、ゼムン中心では典型的な中欧風の街並みが見られる一方、ノヴィ・ベオグラードにはより現代的で巨大な建築物が並ぶ。ベオグラードで最古の建造物はカレメグダン公園（Kalemegdan）に残されている。カレメグダン公園の外では、その地理的関係、および度重なる戦乱や破壊のため、19世紀よりも古い建物はない。ベオグラードで最古の公共施設は平凡なトルコ式の墓（テュルベ、turbe）であり、最古の家屋はドルチョル（Dorćol）にある18世紀の地味な粘土造りのものである。西側からの影響の流入は19世紀に始まり、それまでのオリエンタルな街並みから一変して、新古典主義、ロマン主義、アカデミック様式の影響を受けた当時のヨーロッパの街並みへと造りかえられた。19世紀後半には外来の建築家に代わってセルビアの建築家が活躍するようになり、ベオグラード国立劇場（National Theatre）、旧宮殿（Old Palace）、聖天使首ミハイル大聖堂（Saborna Crkva Sv. Arhangela Mihaila）などが建てられた。20世紀初期には、アール・ヌーヴォーの影響を受けた国民議会やセルビア国立博物館（National Museum）などが建てられた。
ネオ・ビザンティン建築の要素はヴク協会やコソヴスカ通り（Kosovska）の旧郵便局、あるいはグラチャニツァ修道院（Gračanica monastery）を基にした聖マルコ聖堂や聖サワ大聖堂などの聖堂にも用いられている。
共産主義時代、地方からベオグラードへの急速な人口流入に伴い、多くの住居を早く安価で建設する必要が生じた。その結果、ノヴィ・ベオグラードのブロコヴィ（blokovi）に見られるようなブルータリズム（brutalist architecture）や、社会主義リアリズムが一時の間支配的となり、貿易連合ホール（Dom sindikata）のような建物が出現した。しかし、1950年代半ばからはモダニズムの傾向が強まり、その後もベオグラードでは支配的となっている。

### 観光

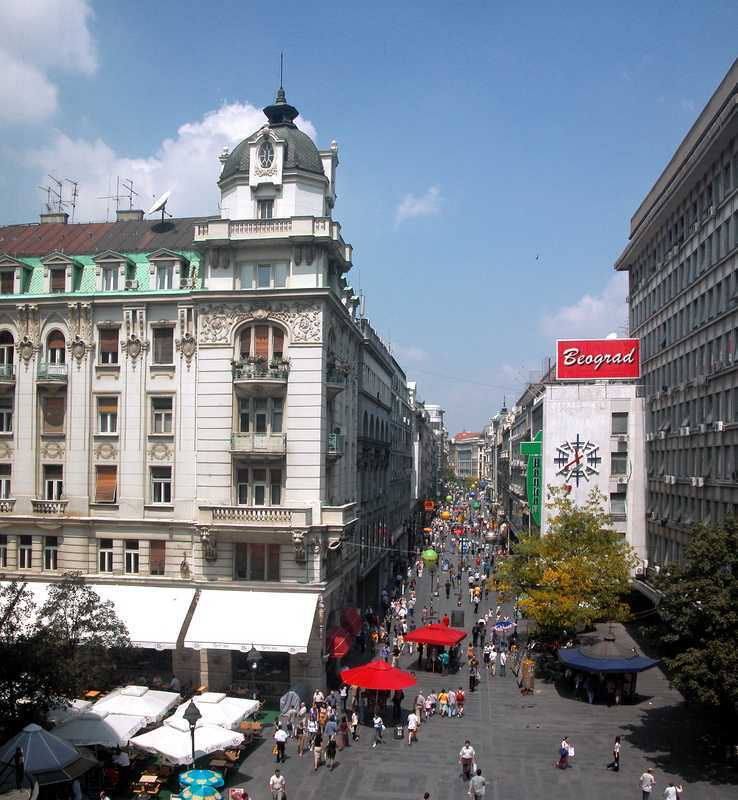
クネズ・ミハイロヴァ通り、街の歩行者区域の中心

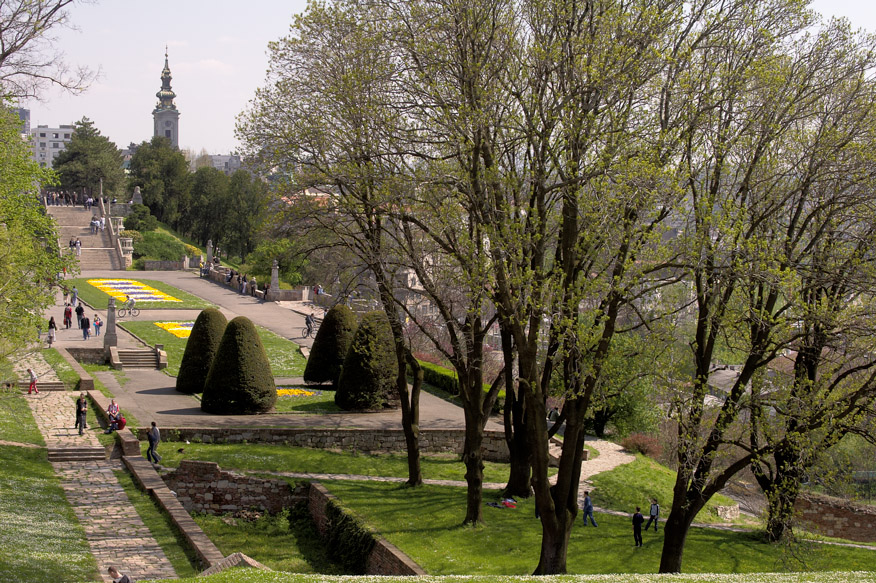
カレメグダン公園

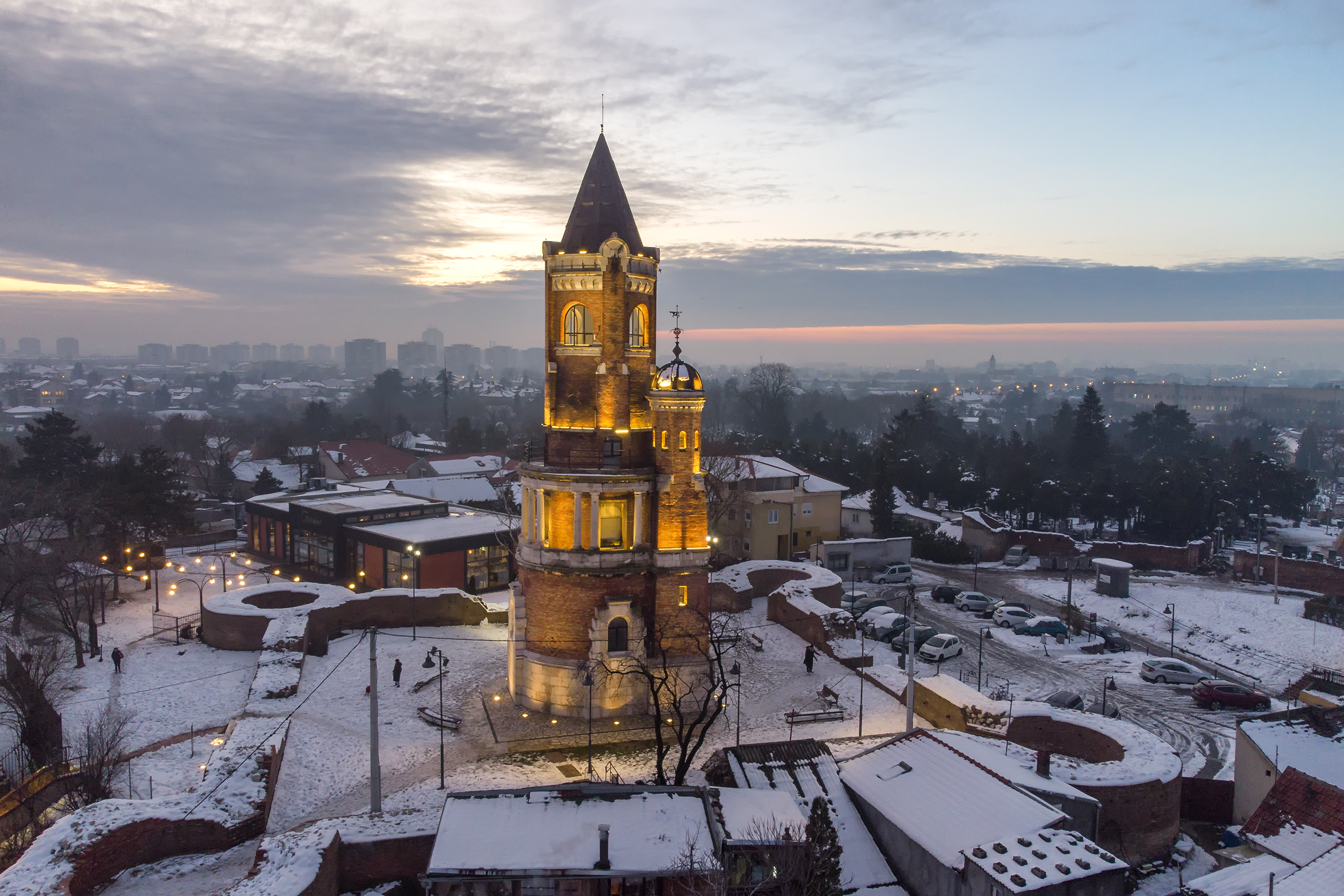
ガルドシュ・クラ、ゼムン

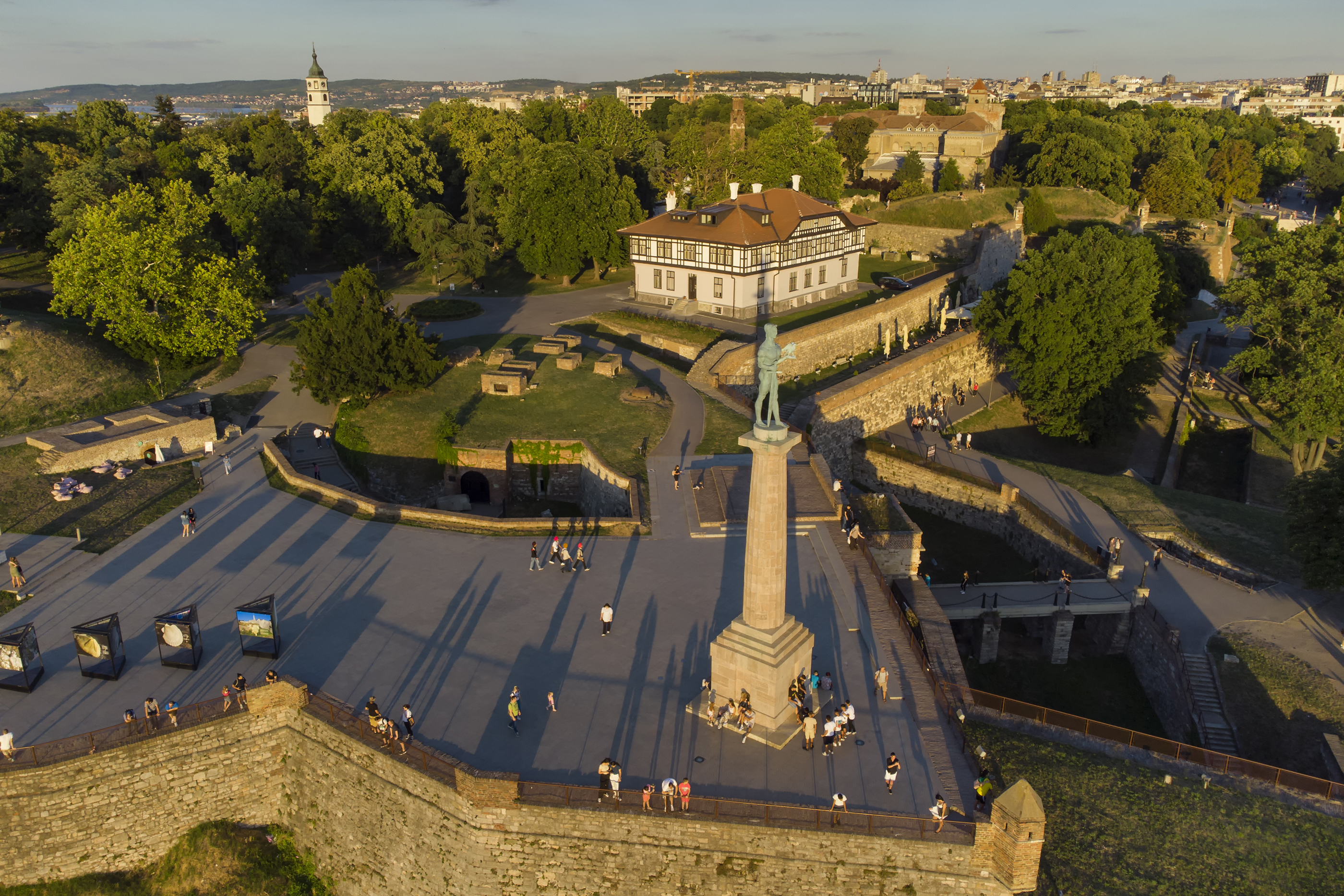
ベオグラードの要塞

ベオグラードの歴史的地域や建築物は街の重要な観光資源である。その中には、聖サワ大聖堂、ベオグラード植物園、旧宮殿、クネズ・ミハイロヴァ通り、スカダルリヤ、テラジイェ、ゼムン、セルビア国会議事堂、セルビア国立博物館（National Museum）と隣接するベオグラード国立劇場（National Theatre）、ニコラ・パシッチ広場（Nikola Pašić Square）、学生広場（Students' Square）、カレメグダン要塞（Kalemegdan）などがある。ベオグラードには川の両岸とも多くの公園、記念碑、博物館、カフェ、レストラン、店舗がある。アヴァラ山（Avala）の無名英雄記念碑（Monument to the Unknown Hero）からは街を一望できる。クチャ・ツヴェチャ（Kuća Cveća、花の家）と呼ばれるヨシップ・ブロズ・ティトーの墓や、近接するトプチデル公園（Topčider）やコシュトニャク公園（Košutnjak）も、特に旧ユーゴスラビア諸国からの訪問者の間では人気が高い。
ベリ・ドヴォル（Beli Dvor、白の宮殿）はカラジョルジェヴィッチ王家の宮殿であり、訪問者に開放されている。宮殿にはレンブラント・ファン・レイン、ニコラ・プッサン、セバスチャン・ブルドン、パオロ・ヴェロネーゼ、カナレット、ビアージョ・ダントーニオ、ジュゼッペ・マリア・クレスピ、フランツ・ヴィンターハルター、イヴァン・メシュトロヴィッチ（Ivan Meštrović）などの作品が収められている。
アダ・ツィガンリヤは、かつてはサヴァ川に浮かぶ中洲の島であり、ベオグラード最大のスポーツ・レクリエーション施設がある。現在、島は陸地と結ばれ、川の中に人造の池を形成している。アダ・ツィガンリヤは暑い夏季の間、多くのベオグラード市民が訪れる。アダには、7kmに及ぶ長い浜と、多様なスポーツ施設があり、ゴルフ、サッカー、バスケットボール、バレーボール、ラグビー、野球、テニスなどができる。夏の間、ここには毎日20万から30万人が訪れる。クラブは24時間営業し、音楽ライブや夜通しのビーチ・パーティーを開催している。バンジージャンプや水上スキー、ペイントボールといったエクストリーム・スポーツも可能である。アダには複数の周回コースがあり、サイクリングやジョギング、散歩も可能である。アダのほかに、ベオグラードには川の中に全部で16の島があり、その多くは未使用である。その中の一つに、サヴァ川とドナウ川の合流地点にある大戦争島（Great War Island）があり、手付かずの野生動物、特に野鳥の楽園となっている。この大戦争島と、近接する小戦争島（Small War Island）を含む一体は、ベオグラード市政府によって自然保護区として保護されている。

### ナイトライフ
ベオグラードでは多様なナイトライフが生息することで知られ、街の各所に明け方まで営業しているクラブがある。代表的なベオグラードらしいナイトライフには、サヴァ川やドナウ川の川岸に沿って展開するはしけ（splavovi）がある。
週末にベオグラードを訪れる周辺諸国 - ボスニア・ヘルツェゴビナやクロアチア、スロベニアなど - からの観光客は、自国の首都よりもベオグラードでのナイトライフをより好み、その理由としてベオグラードの友好的な雰囲気や素晴らしいクラブ、バー、安い飲料、言語の壁がないこと（これらの国々の人々は多くがベオグラードの言葉を問題なく理解できる）、夜間営業に対する規制が緩いことなどが挙がる。

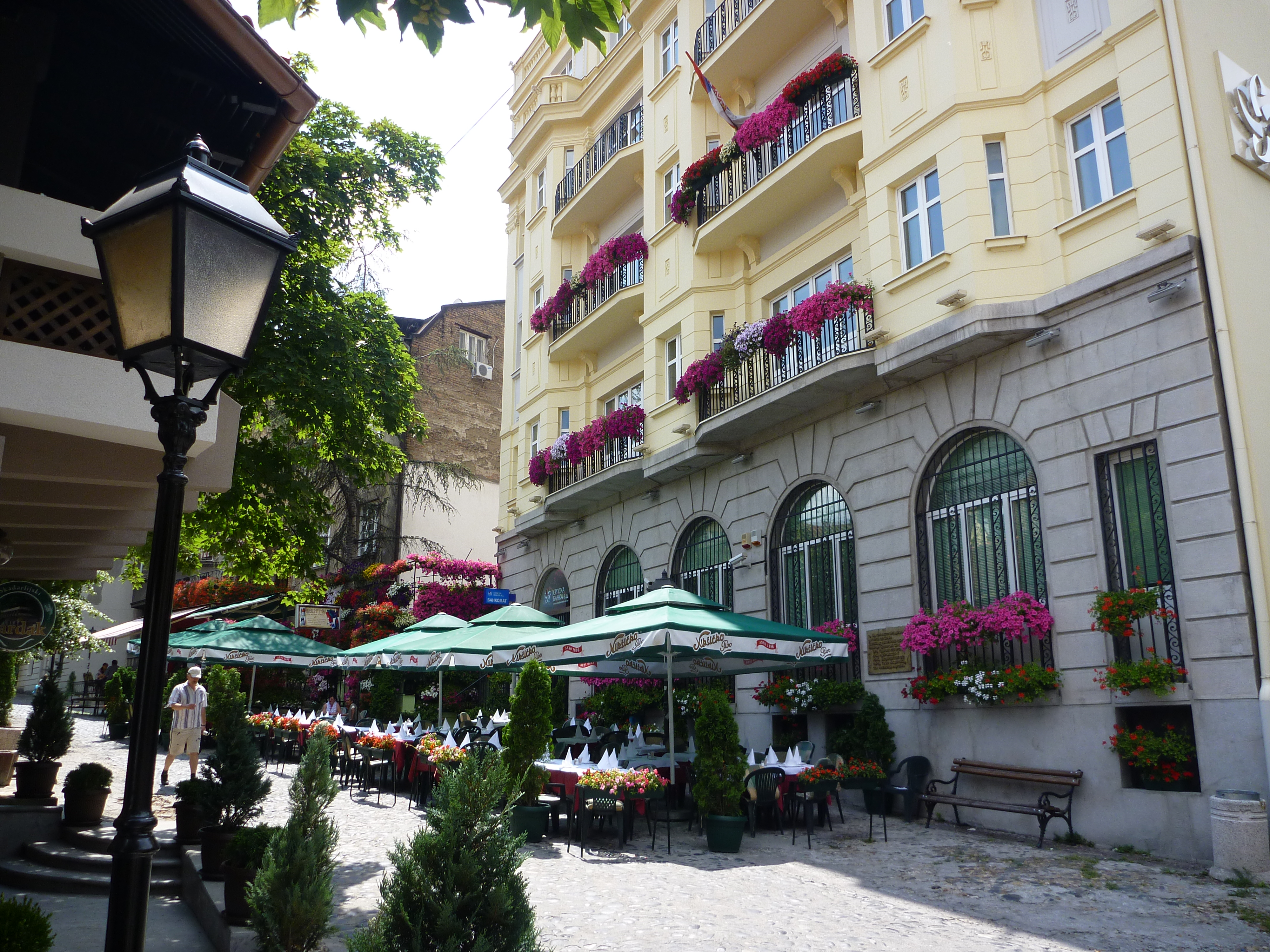
スカダルリヤ、ベオグラードの古いボヘミアニズム様式の地区

アカデミヤ（Akademija）やKST（Klub studenata tehnike）などの有名なクラブがベオグラード大学（University of Belgrade）の電気工学科の施設の地下にある。最も良く知られたサブカルチャーの拠点の一つにSKC（学生文化センター）がある。SKCはベオグラードに高くそびえ立つベオグラジャンカ（Beograđanka）の真向かいにある。地元の、あるいは国外の数多くの有名なバンドがここでコンサートを開催している。SKCではまた多くの展示や公開討論、議論などが行われている。
セルビア北部の都市部で見られるような、スタログラドスカ・ムジカ（Starogradska muzika、旧市街）の名で知られる伝統音楽に彩られた、より伝統的なセルビアのナイトライフは、ベオグラードのボヘミアニズムの地区であるスカダルリヤで最も盛んである。スカダルリヤ地区は、19世紀から20世紀初頭にかけての詩人や芸術家らが集まった地区である。スカダル通りやその周辺地区には、カファナと呼ばれる、ベオグラードで最も優れた、伝統的なレストランが立ち並んでいる。地区の端には、19世紀前半に操業したベオグラードで最も古いビール醸造所がある。街で最も古いカファナの一つに?（ズナク・ピタニャ Znak pitanja）が知られる。
イギリスの『タイムズ』は、ベオグラードを「ヨーロッパで最良のナイトライフの街」と表現した。

### 食文化
オスマン帝国やオーストリア＝ハンガリー帝国の統治を受けた歴史もあり、トルコ料理やハンガリー料理の影響がみられ、チェヴァプチチなどが名物である。

### スポーツ

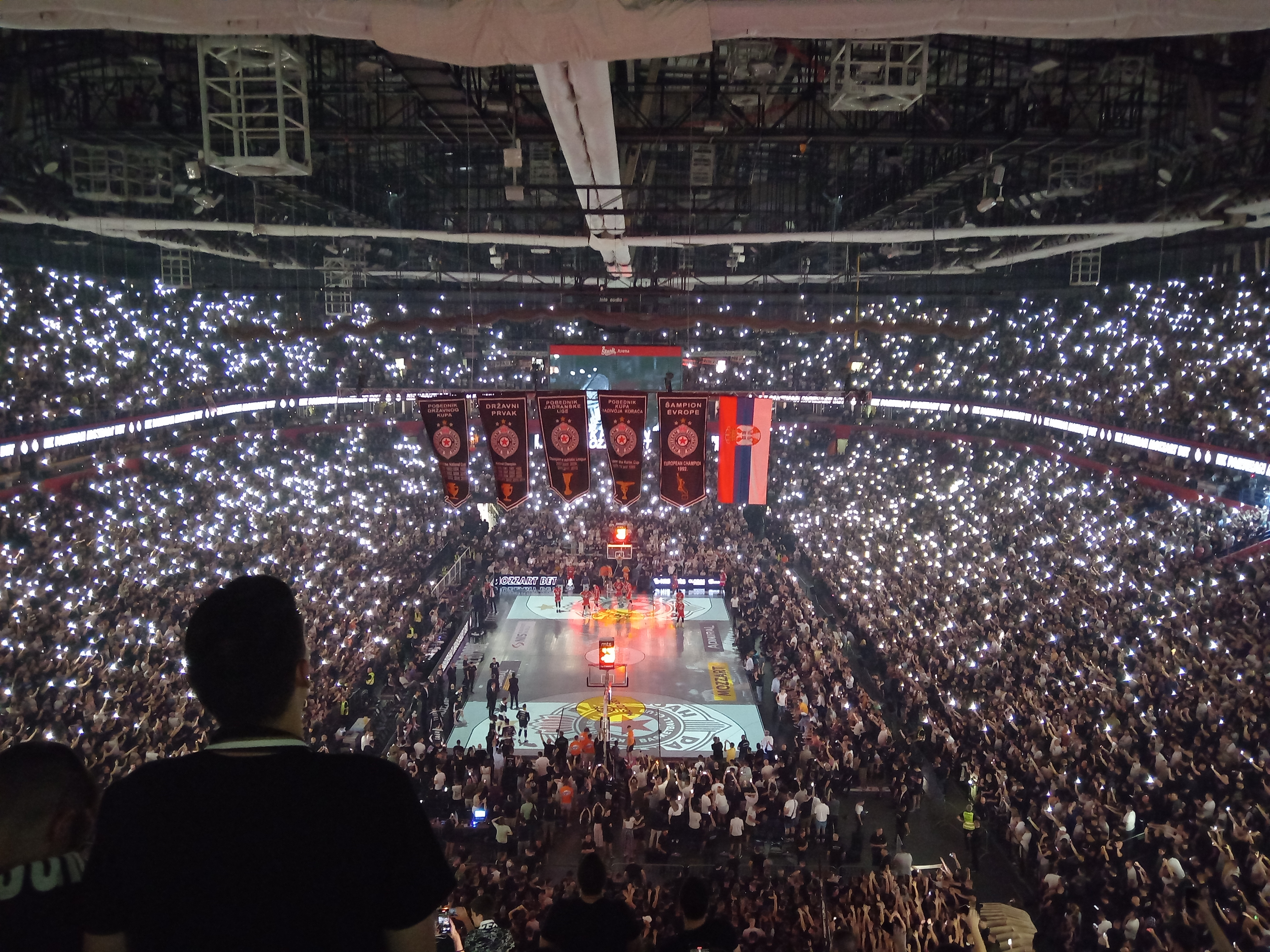
ベオグラード・アリーナ

ベオグラードにはおよそ1千のスポーツ施設があり、多くの施設が様々なレベルのスポーツ・イベントに使用できる。ベオグラードでは2005年バスケットボール男子欧州選手権や2005年バレーボール男子欧州選手権、2006年ヨーロッパ水球選手権（European Water Polo Championship）、2007年のEuropean Youth Olympic Festivalなどの大規模なイベントも開かれている。ベオグラードは、モンテレイやポズナンを退けてユニバーシアード2009年夏季大会の開催地に選ばれた。ベオグラードは過去に2つの大きな大会の誘致に失敗している。1つは、1992年夏季オリンピックであり、3回目の国際オリンピック委員会の投票で破れ、開催地はバルセロナとなった。1996年夏季オリンピックでも、最終的に開催地はアトランタとなった。
ベオグラードはセルビアで最も規模の大きく人気の高い2つのサッカークラブ、レッドスター・ベオグラードとパルチザン・ベオグラードをはじめとする、複数のクラブの拠点となっている。ベオグラードの2つの主要なスタジアムにはスタディオン・ツルヴェナ・ズヴェズダ（Red Star Stadium）とスタディオン・パルチザーナ（Partizan Stadium）がある。アレクサンダル・ニコリッチ・ホール（Aleksandar Nikolić Hall）とベオグラード・アリーナ（Štark Arena）はKKレッドスターやKKパルチザンなどのバスケットボールの試合に使われる。また、ベオグラード・アリーナは2008年にはユーロビジョン・ソング・コンテスト2008の会場ともなった。タシュマイダン・スポーツ・センター（Tašmajdan Sports Centre）は水球の試合に使われる。又、2年に1度に開催される世界水泳選手権の記念すべき第1回大会がこのベオグラード市にて開催され世界水泳・発祥の地と言われる。

ベオグラードのランドマークの高さ

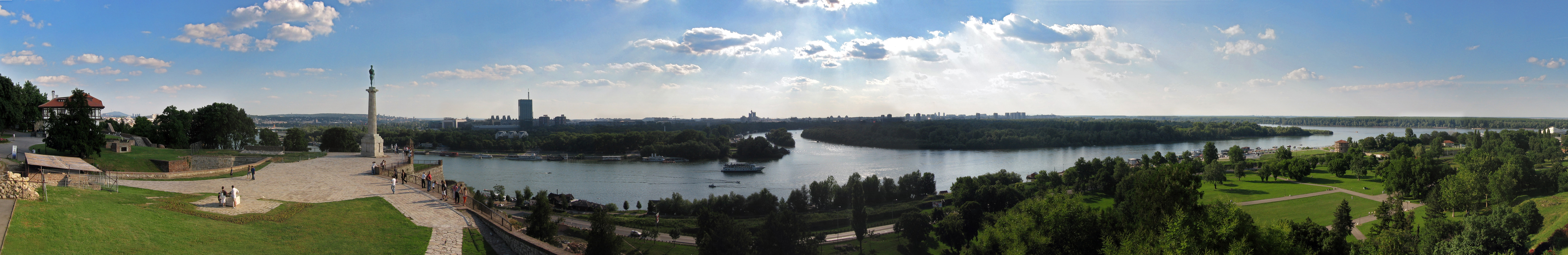
ドナウ川（右端）へと注ぎ込むサヴァ川。

2022年3月7日、この地で開催された室内の陸上競技の大会で、スウェーデンのアルマンド・デュプランティスが棒高跳びで6.19mの世界新記録を樹立した。

## メディア
ベオグラードはセルビアで最も重要なメディアの拠点である。ベオグラードには全国的な公共放送であるセルビア国営放送（RTS）の本社がある。RTSのレコード・レーベルであるPGP RTSもベオグラードに本社を置いている。民間で最大の放送局はRTVピンク（RTV Pink）であり、同局はセンセーショナルで低俗とも評される人気の高い娯楽番組で知られている。民間で対抗する主要なメディアはB92であり、テレビ放送局、ラジオ放送局、音楽・書籍出版事業、そしてセルビアのインターネットで最も人気の高いウェブサイトを持っている。ベオグラードから放送しているこの他のテレビ放送局には、TVコシャヴァ（Košava）、TVアヴァラ（Avala）、フォックス放送があるほか、ベオグラード地域のみに放送される放送局もある。スポーツのSOS channel、音楽のMetropolis、芸術のArt TV（Art TV）、映画のCinemania、子供向け番組のHappy TV（Happy TV）などの専門チャンネルもある。
ベオグラードで発行される、広く流通している日刊の新聞には、ポリティカ、ブリツ（Blic）、ヴェチェルニェ・ノヴォスティ（Večernje novosti）、グラス・ヤヴノスティ（Glas javnosti）、プレス（Press (newspaper)）、スポルツキ・ジュルナル（Sportski žurnal）などがある。このほかにベオグラードで発行される日刊紙にはダナス、クリル（Kurir）などがある。ノヴィ・プラメン（Novi Plamen）は、現在最も左翼的な雑誌である。無料の日刊紙24サタ（24 sata）は2006年に創刊された。

## 教育

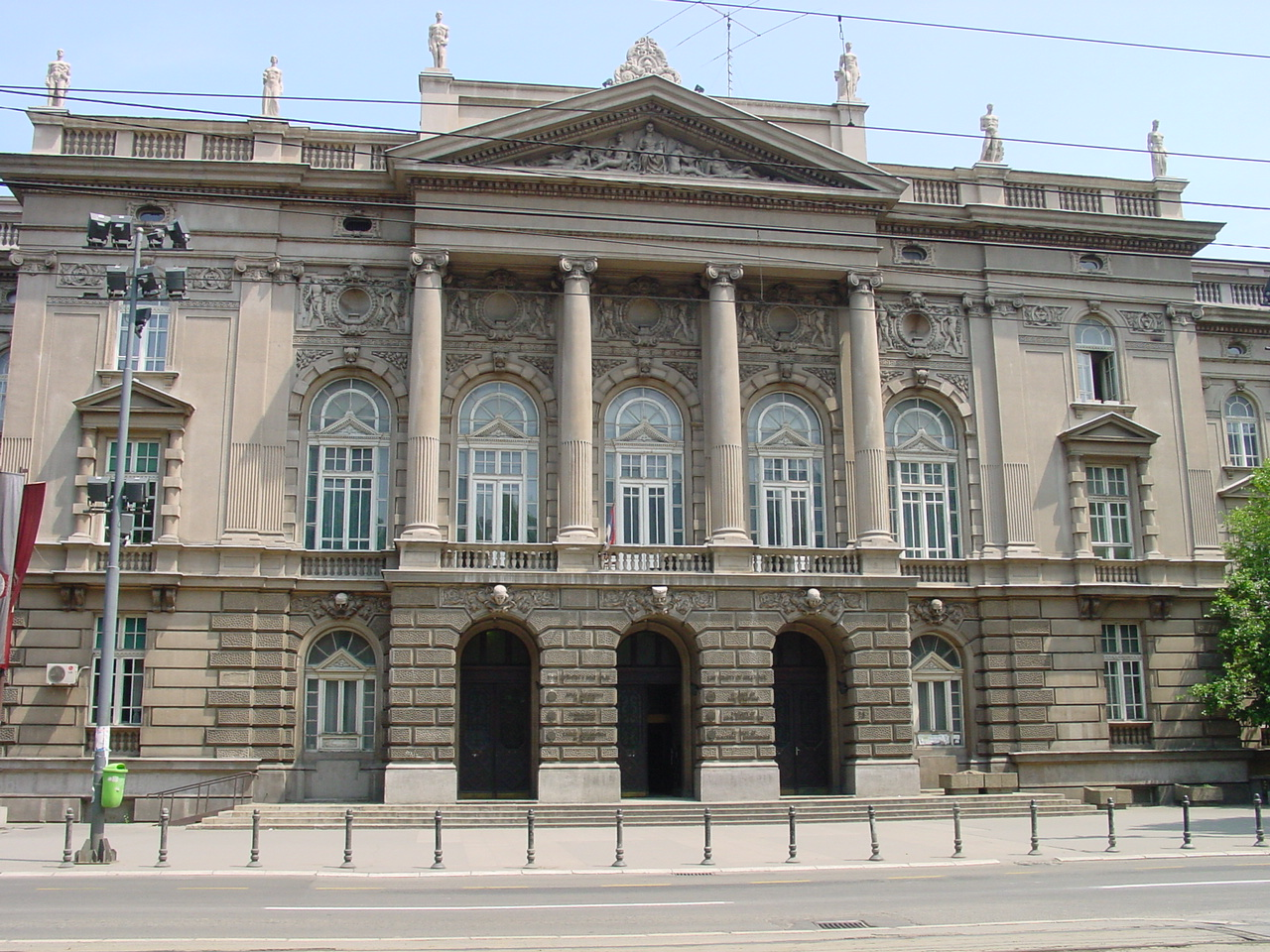
ベオグラード大学の建築・土木工学部の建物

ベオグラードには2つの国立大学と、複数の私立の高等教育機関がある。1808年に創設されたベオグラード高等教育学校（Belgrade Higher School）は、セルビア、そしてバルカン半島全域で初めての高等教育の機関であった。
1841年にはこれに続いて、クラグイェヴァツからベオグラードに高等教育機関が移転し、大学校を合併してベオグラード大学（University of Belgrade）の前身となった。9万人を超える学生がこの大学で学んだ。ベオグラード大学法学部（University of Belgrade's Law Schoolは、バルカン半島で最も古い法の教育機関の一つである。
ベオグラードには195の初等学校、85の中等学校がある。初等学校のうち、162は普通校、14は特殊学校、15は芸術学校、4は大人向けである。中等学校のうち51は職業訓練学校、21はギムナジウム、8は芸術学校、5は特殊学校である。生徒の総数は23万人、職員は2万2千人、総計で5百を超える建物があり、総面積は1100千m2に達する。

## 交通

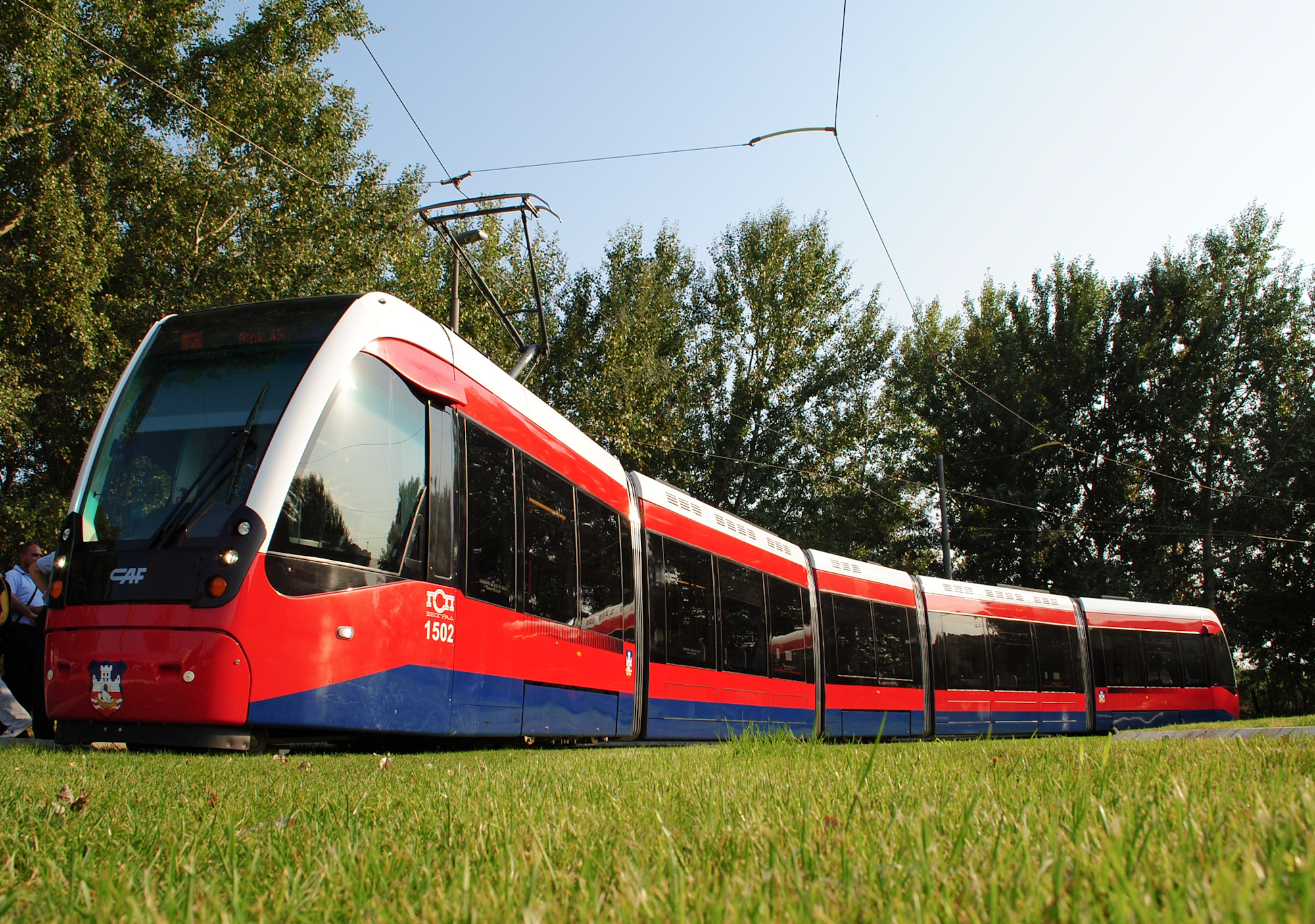
ベオグラードの路面電車

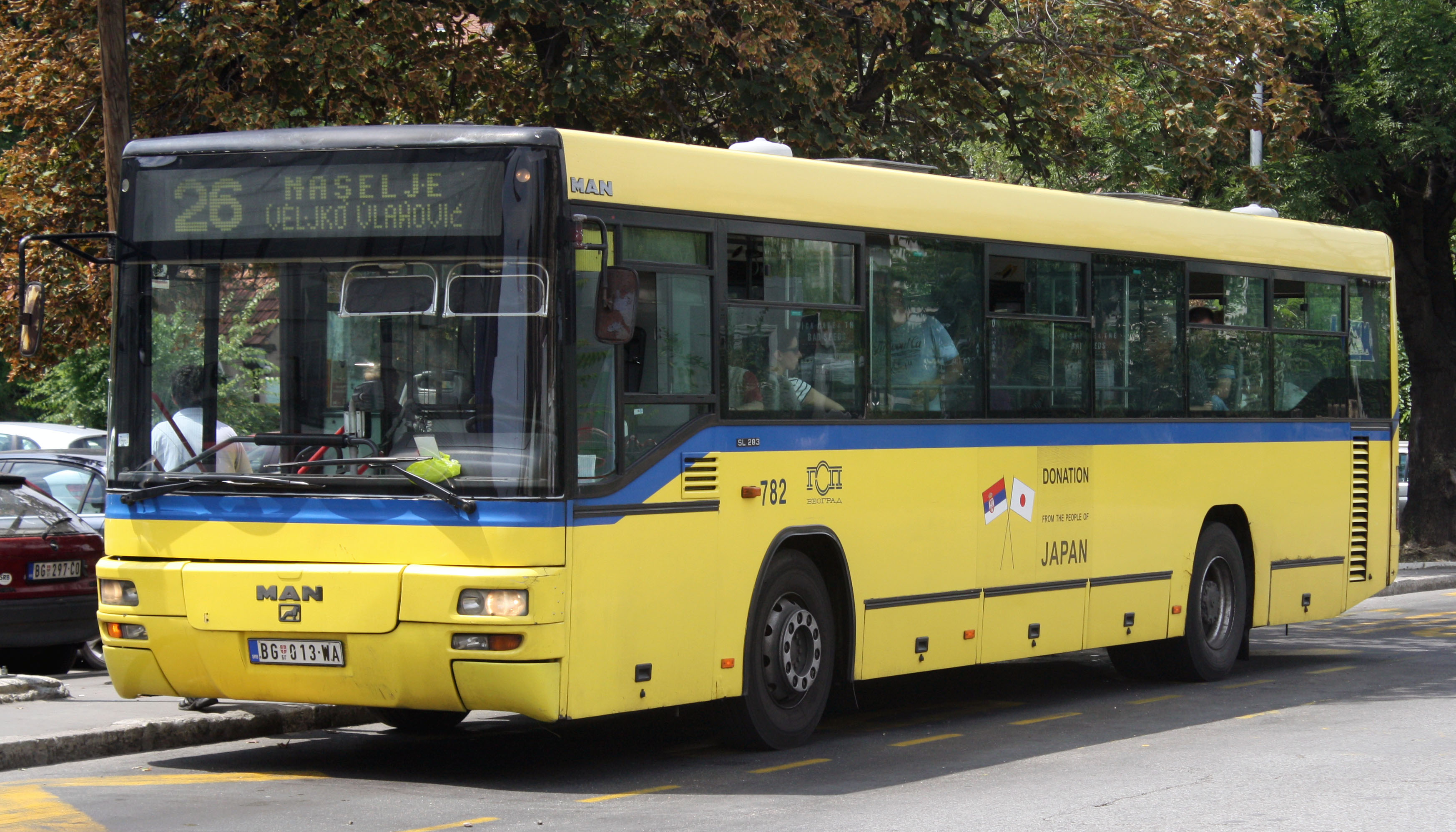
セルビアと日本の国旗が描かれた『ヤパナッツ』

ベオグラードにはバス（都心に118路線、郊外に300路線以上が走る）、路面電車（10路線）、トロリーバス（6路線）を中心とした広範な公共交通システムがある。ベオグラードの交通システムはGSPベオグラード（ベオグラード市公共輸送公社）、SPラスタ（SP Lasta）およびその他の民間のバス会社によって運営されている。ベオグラードにはまた、コミュータ鉄道（commuter rail）網のベオヴォズ（Beovoz）や、都市鉄道のBG Vozがあり、セルビア鉄道により運行されている。ベオグラードの中央駅からは、他のヨーロッパ諸国の首都や、セルビア各地の都市へと鉄道網が結ばれている。長距離バスでの旅行も一般的であり、ベオグラードからセルビア各都市へは毎日、バスの便がある。高速道路網によって、北へはヴォイヴォディナのノヴィ・サドやハンガリーの首都ブダペストへ、南へはニシュへ、西へはザグレブへと結ばれている。2つの主要河川、ドナウ川とサヴァ川の合流地点に位置するベオグラードには数多くの橋があるが、最も主要な橋はブランコ橋（Branko's bridge）とガゼラ橋（Gazela）であり、どちらもノヴィ・ベオグラード地区と都心を結んでいる。アダ橋（Ada Bridge）はノヴィ・ベオグラード地区とチュカリツァ地区を結んでいる。
市内を走る黄色いバスは2003年に日本の無償資金協力で導入されたため、「ヤパナッツ（日本人）」と呼ばれている。

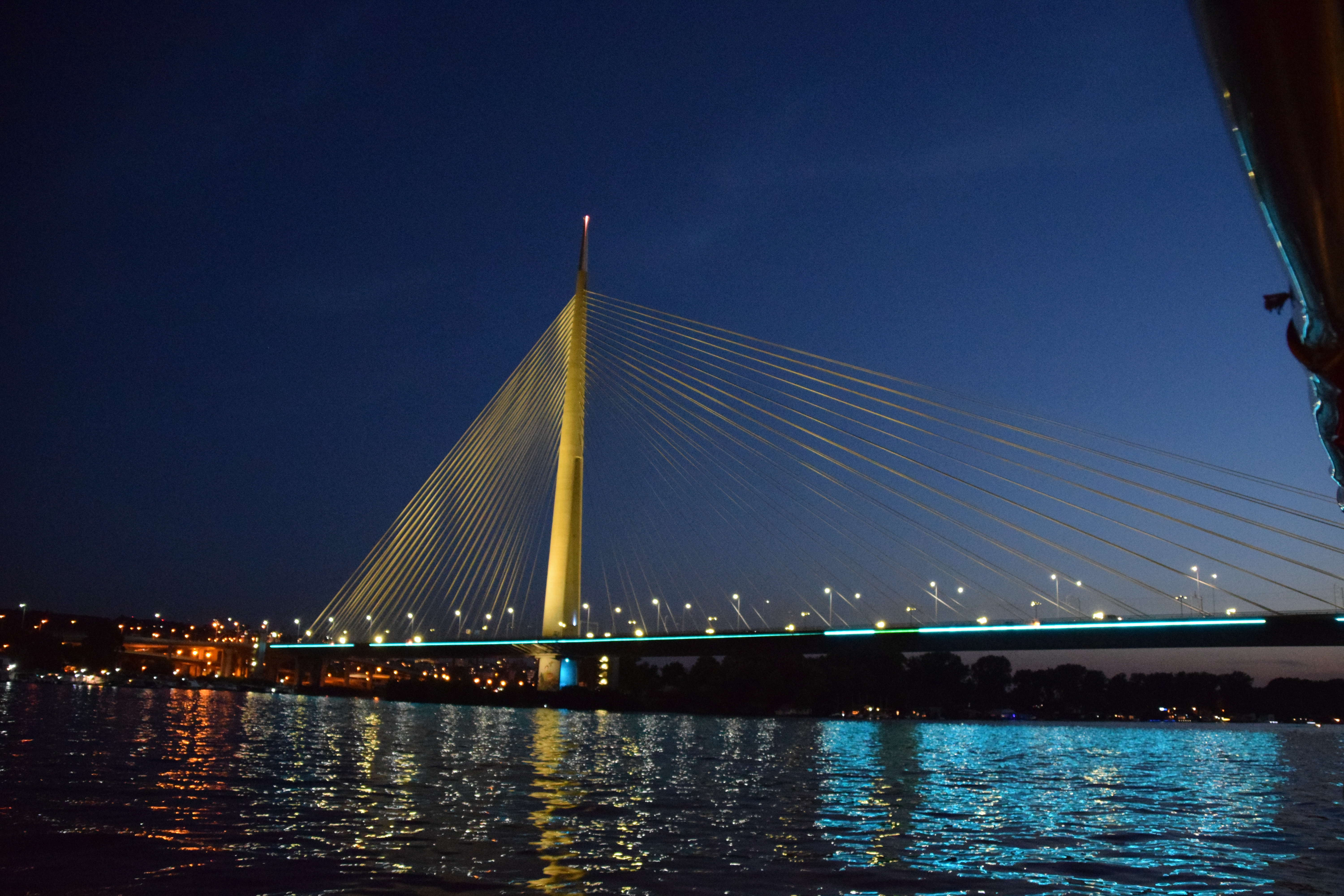
アダ橋

ベオグラード港はドナウ川に面する河川港で、貨物を取り扱える。街からはベオグラード・ニコラ・テスラ空港（IATAコード: BEG）も利用でき、同空港は街の中心から西に12kmのスルチン近くにある。1986年には3百万人に迫る旅客が利用していたが、1990年代には旅客数は減少した。2000年代に復興が進むと、旅客数は2004年から2005年にかけては2百万人に迫った。2006年の11月半ばには年初からの旅客数が2百万人を上回り、2007年には250万人の利用者数があった。

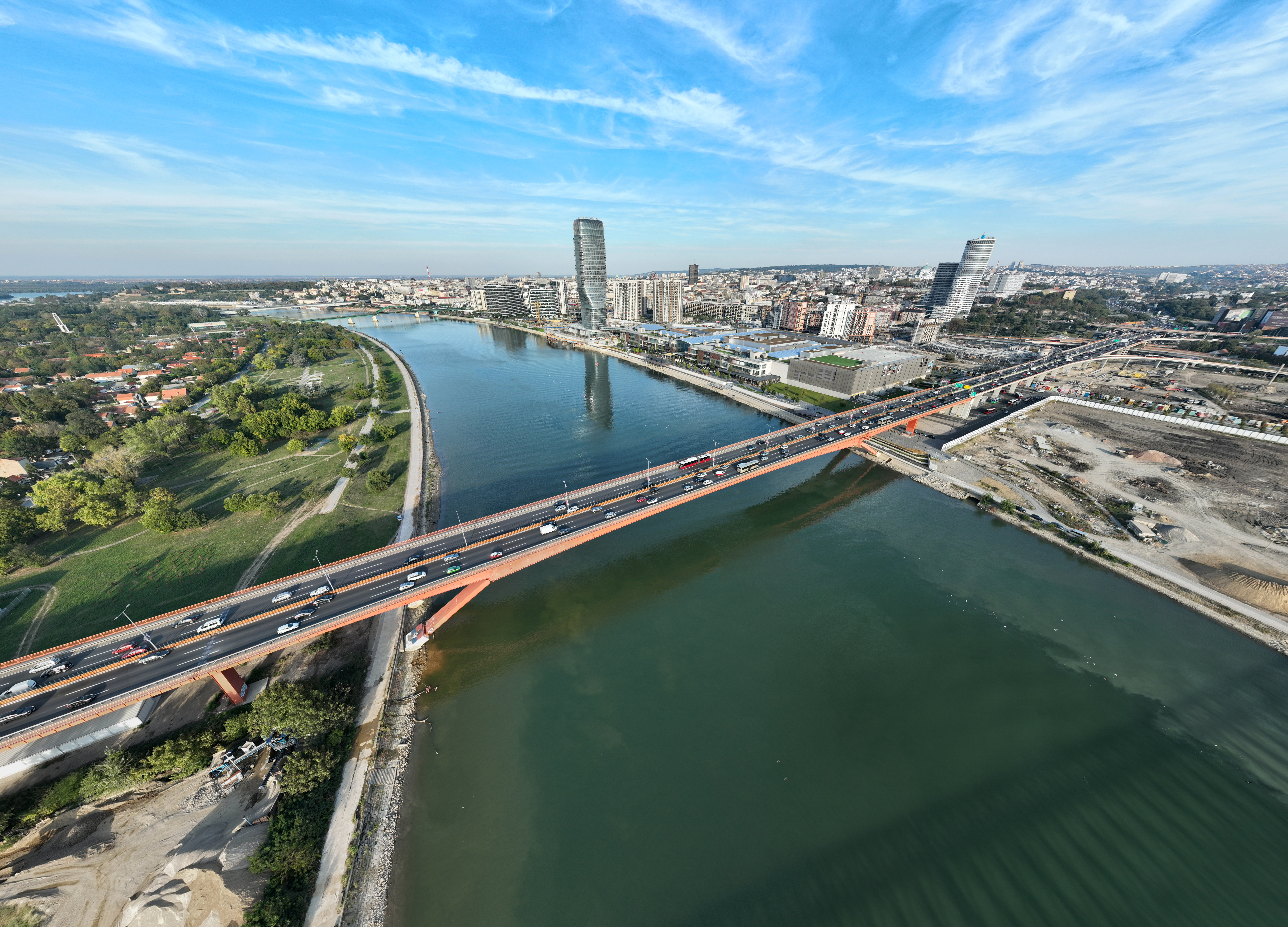
サヴァ川

街の拡大と自動車数の増加に伴い、渋滞は深刻な問題となっている。E70号線（E70）とE75号線を結ぶベオグラード・バイパスが開通すれば、問題は緩和されると期待されている。さらに、サヴァ川に架かる橋を含む都心部の半環状線が計画されており、通勤が容易になり、ガゼラ橋やブランコ橋の過負荷を軽減するものと期待されている。ベオグラードでは2008年に3つの新しい橋の建設が着手された。2本はサヴァ川、1本はドナウ川に架かる橋である。ドナウ川にはさらに2本の新しい橋の建設が計画されている。

## 国際協力
以下はベオグラードと公式に姉妹都市提携を結んでいる都市である
|                    | 国             | 都市           | 地域                   | 時期 |
| イギリスの旗       | イギリス       | コヴェントリー | ウェスト・ミッドランズ | 1957 |
| アメリカ合衆国の旗 | アメリカ合衆国 | シカゴ         | イリノイ州             | 2005 |
| パキスタンの旗     | パキスタン     | ラホール       | パンジャーブ州         | 2007 |
| イスラエルの旗     | イスラエル     | テルアビブ     | テルアビブ地区         | 1990 |
| オーストリアの旗   | オーストリア   | ウィーン       | ウィーン               | 2003 |

さらに、ベオグラードを構成する自治体の一部は、以下の都市やその下位自治体と姉妹都市提携を結んでいる。
|                              | 国                       | 都市           | 地域             | 時期 | 形式                                            |
| アメリカ合衆国の旗           | アメリカ合衆国           | デイトン       | オハイオ州       | 1966 | Agreement on Friendship and Cooperation         |
| ボスニア・ヘルツェゴビナの旗 | ボスニア・ヘルツェゴビナ | バニャ・ルカ   | スルプスカ共和国 | 2005 | Agreement on Cooperation                        |
| 中華人民共和国の旗           | 中華人民共和国           | 北京市         |                  | 1980 | Agreement on Cooperation                        |
| トルコの旗                   | トルコ                   | アンカラ       | Ankara           | 1978 | Agreement on Cooperation and Friendship         |
| アラブ首長国連邦の旗         | アラブ首長国連邦         | ドバイ         |                  | 2004 | Agreement on Cooperation                        |
| アゼルバイジャンの旗         | アゼルバイジャン         | バクー         | Baku             | 2002 | Agreement on Cooperation                        |
| パキスタンの旗               | パキスタン               | イスラマバード |                  | 2000 | Memorandum of Agreement, City to City Programme |
| ロシアの旗                   | ロシア                   | モスクワ       | 中央連邦管区     | 2002 | Programme of Cooperation                        |
| イタリアの旗                 | イタリア                 | ローマ         | ラツィオ州       | 1971 | Agreement on Friendship and Cooperation         |

また、以下の旧ユーゴスラビア諸国の首都との基本合意に調印している。
- リュブリャナ、スロベニア（2003年10月、ザグレブと共に）
- スコピエ、マケドニア共和国（2006年10月）
- ザグレブ、クロアチア（2003年10月、リュブリャナと共に）
- ポドゴリツァ、モンテネグロ （2006年）

ベオグラード市は国内外から数多くの栄誉賞を受けており、1920年のフランスのレジオンドヌール勲章、チェコスロバキアのWar Cross、セルビアのKarađorđe's Star with Swords、ユーゴスラビア社会主義連邦共和国の人民英雄勲章（Order of the National Hero、1974年10月20日、第二次世界大戦でのナチス・ドイツによる占領を打ち破った記念日）。2006年、英国『フィナンシャル・タイムズ』の雑誌『fDi Magazine』はベオグラードに「南ヨーロッパの未来」賞を付与した。